# Sherlock Holmes
Sherlock Holmes (/ˈʃɜːlɒk ˈhoʊmz/) là một nhân vật thám tử tư hư cấu, do nhà văn người Anh Arthur Conan Doyle sáng tạo nên. Tự coi mình là "thám tử tư vấn" trong các câu chuyện, Holmes nổi danh với khả năng quan sát, diễn dịch, khoa học pháp y điêu luyện và suy luận logic tuyệt vời, những yếu tố mà anh áp dụng khi điều tra các vụ án của nhiều dạng khách hàng, bao gồm cả Scotland Yard.
Xuất hiện lần đầu trong tác phẩm Cuộc điều tra màu đỏ năm 1887, nhân vật này dần trở nên nổi tiếng với loạt truyện ngắn đầu tiên trên The Strand Magazine, bắt đầu bằng "Vụ tai tiếng xứ Bohemia" năm 1891. Kể từ đó, những câu chuyện mới lần lượt ra đời cho đến năm 1927. Tổng cộng đã có 4 tiểu thuyết, 56 truyện ngắn và 2 truyện cực ngắn được xuất bản. Các câu chuyện hầu hết lấy bối cảnh vào giữa những năm 1880 và 1914, chỉ trừ một số diễn ra ở thời đại Victoria hoặc Edward. Chúng đa phần được thuật lại qua lời của bác sĩ John H. Watson, một cây viết tiểu sử và là người bạn thân của Holmes. Watson thường song hành cùng Holmes trong các cuộc điều tra và cũng thường chia sẻ với Holmes căn hộ số 221B, phố Baker, Luân Đôn, nơi khởi nguồn của nhiều chuyến phiêu lưu.
Mặc dù không phải là nhân vật thám tử hư cấu đầu tiên, Sherlock Holmes vẫn được xem là nhân vật nổi tiếng nhất. Đến những năm 1990, đã có hơn 25.000 tác phẩm chuyển thể sân khấu, phim, chương trình truyền hình và ấn phẩm có tên vị thám tử này. Sách kỷ lục Guinness liệt kê Holmes là nhân vật văn học được khắc họa nhiều nhất trong lịch sử điện ảnh và truyền hình. Sự phổ biến và danh tiếng của Holmes khiến nhiều người tưởng rằng anh là một nhân vật có thật chứ không phải hư cấu. Đây cũng là tiền đề cho sự thành lập của nhiều nhóm văn học hay hội mộ điệu. Những độc giả say mê các câu chuyện về Holmes chính là những người tạo ra thông lệ hiện đại cho khái niệm cộng đồng người hâm mộ. Holmes với những chuyến hành trình của anh đã có ảnh hưởng sâu sắc và lâu dài đến nền văn học bí ẩn cũng như văn hóa đại chúng nói chung, khi những tác phẩm gốc của Conan Doyle hay hàng ngàn câu chuyện được viết bởi các tác giả khác, được chuyển thể thành kịch sân khấu, truyền thanh, truyền hình, phim ảnh, trò chơi điện tử cùng nhiều loại hình truyền thông khác, trong suốt hơn một trăm năm

## Cảm hứng sáng tạo nhân vật

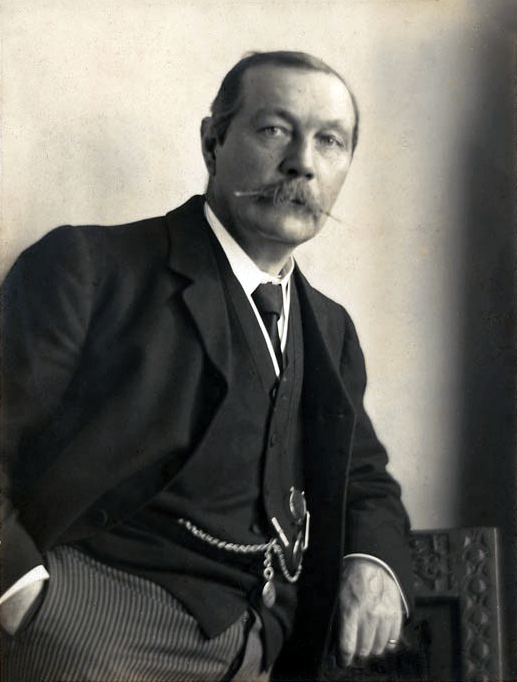
Arthur Conan Doyle (1859–1930), người sáng tạo Sherlock Holmes, năm 1914

C. Auguste Dupin của Edgar Allan Poe thường được công nhận là thám tử đầu tiên xuất hiện trên tiểu thuyết và là nguyên mẫu cho nhiều nhân vật sau này bao gồm cả Sherlock Holmes. Conan Doyle đã từng viết, "Mỗi truyện [trinh thám của Poe] đều là gốc rễ cho cả một nền văn học phát triển... Thử hỏi, truyện trinh thám đã ở đâu cho đến khi Poe thổi hơi thở cuộc sống vào nó?" Tương tự, những câu chuyện về Monsieur Lecoq của Émile Gaboriau cũng cực kỳ nổi tiếng vào thời điểm Conan Doyle bắt đầu viết Sherlock Holmes, cách đối thoại và lối cư xử của Holmes đôi khi được phỏng theo Lecoq. Holmes và Watson từng thảo luận về Dupin và Lecoq ngay gần phần đầu của Cuộc điều tra màu đỏ.
Conan Doyle nhắc lại nhiều lần rằng Joseph Bell, một bác sĩ phẫu thuật tại Bệnh viện Hoàng gia Edinburgh, là nguồn cảm hứng có thật cho nhân vật Sherlock Holmes. Doyle gặp Bell vào năm 1877 và từng làm thư ký cho ông này. Cũng như Holmes, Bell nổi tiếng với khả năng đưa ra các đánh giá khái quát từ những quan sát nhỏ. Tuy nhiên, trong bức thư Joseph Bell gửi cho Conan Dolye lại có đoạn: "Bạn mới thật sự là Sherlock Holmes, bản thân bạn biết điều đó mà." Sir Henry Littlejohn, giáo sư khoa luật y tế tại Viện y Đại học Edinburgh, cũng được coi là nguồn cảm hứng cho Holmes. Littlejohn, một bác sĩ pháp y kiêm cán bộ y tế ở Edinburgh, đã cung cấp cho Conan Doyle mối liên hệ giữa nghiên cứu y khoa và điều tra tội phạm.
Cũng có một vài nguồn cảm hứng khả dĩ khác được đề xuất mặc dù chưa bao giờ được Doyle thừa nhận, chẳng hạn như tác phẩm Maximillien Heller của tác giả người Pháp Henry Cauvain. Trong cuốn tiểu thuyết năm 1871 của mình (mười sáu năm trước khi Sherlock Holmes xuất hiện lần đầu tiên), Henry Cauvain đã khắc họa một thám tử đa nhân cách, rầu rĩ, chống đối xã hội, hút thuốc phiện và đang hoạt động ở Paris. Dù Conan Doyle thông thạo tiếng Pháp nhưng không rõ liệu ông có từng đọc Maximillien Heller hay chưa. Tương tự, Michael Harrison cho rằng "thám tử tư vấn" tự phong người Đức Walter Scherer có thể là hình mẫu cho Holmes.

## Tiểu sử nhân vật hư cấu

### Gia đình và giai đoạn đầu đời

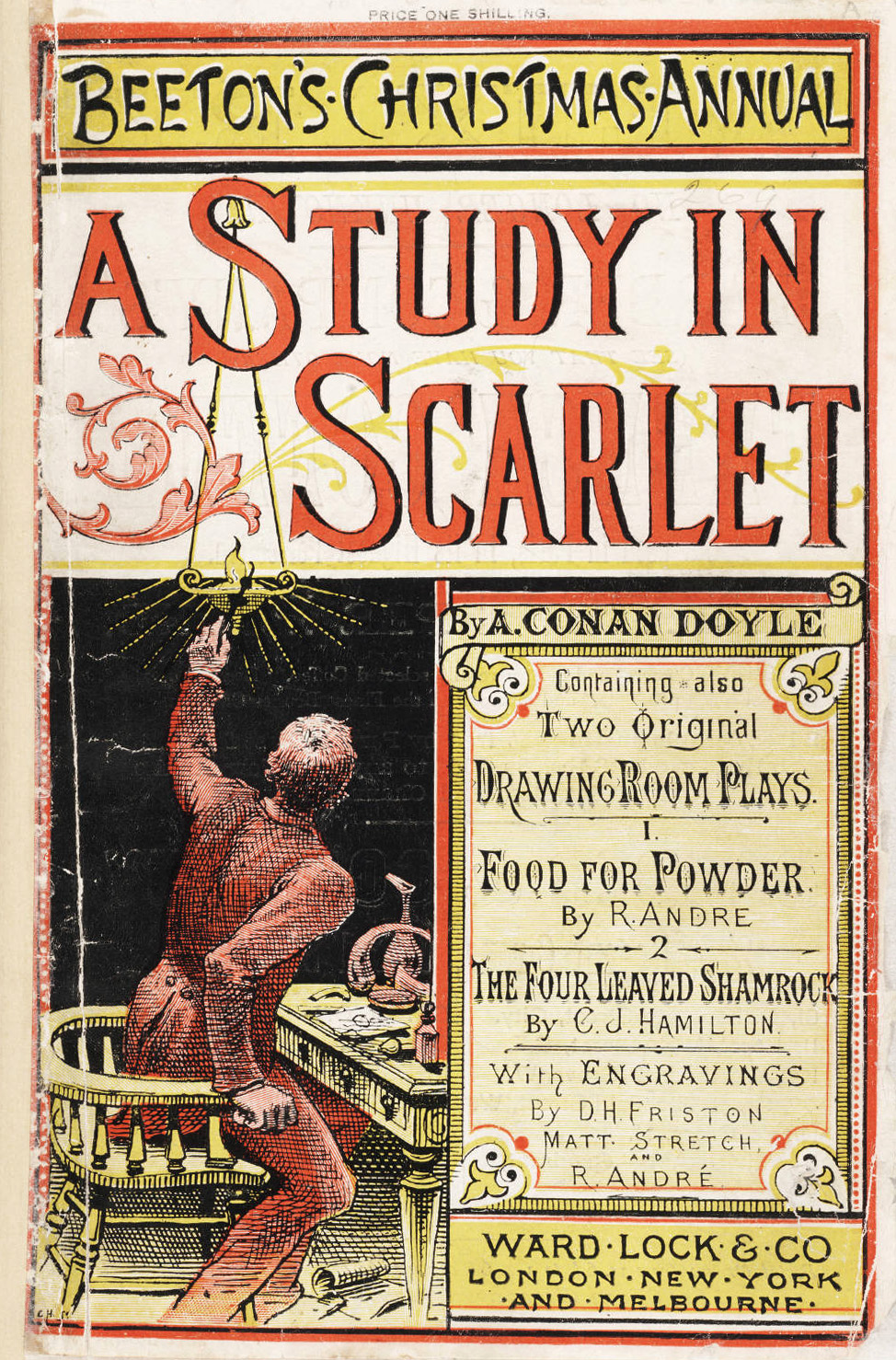
Trang bìa phiên bản năm 1887 của Beeton's Christmas Annual, trong đó có sự xuất hiện lần đầu của Holmes (Cuộc điều tra màu đỏ)

Trong tác phẩm của Conan Doyle, thông tin chi tiết về cuộc đời của Sherlock Holmes rất hiếm hoi và thường không rõ ràng. Tuy nhiên, những đề cập ít ỏi về thời niên thiếu và gia đình của Holmes vẫn đủ sức vẽ nên một bức tranh tiểu sử lỏng lẻo cho vị thám tử.
Truyện ngắn "Cung đàn sau cuối" khẳng định Holmes sinh năm 1854 khi miêu tả anh ở tuổi 60 với bối cảnh tháng 8 năm 1914. Cha mẹ của Holmes không được nhắc tới mặc dù anh từng nói rằng "tổ tiên" của mình là "những điền chủ nông thôn". Trong "Người thông ngôn Hy Lạp", Holmes cho biết bà của mình là em gái họa sĩ người Pháp Vernet mà không nói rõ đó là Claude Joseph, Carle hay Horace Vernet. Holmes có một người anh trai là Mycroft, hơn anh 7 tuổi và là một quan chức chính phủ. Mycroft giữ một vị trí công vụ đặc biệt như một dạng cơ sở dữ liệu sống liên quan tới tất cả khía cạnh trong các quyết sách của nhà nước. Holmes mô tả Mycroft là người thông minh hơn trong hai anh em nhưng lưu ý rằng Mycroft không quan tâm đến việc điều tra thực địa và thích dành thời gian ở Câu lạc bộ Diogenes.
Holmes nói rằng lần đầu tiên anh bắt đầu phát triển các phương pháp suy luận là khi đang còn học đại học; những vụ án đầu đời mà anh theo đuổi trong vai trò một thám tử nghiệp dư cũng đến từ các sinh viên cùng trường. Holmes quyết  định chọn thám tử làm một nghề chuyên nghiệp sau lần gặp gỡ cha của một người bạn.

### Cuộc sống với Watson

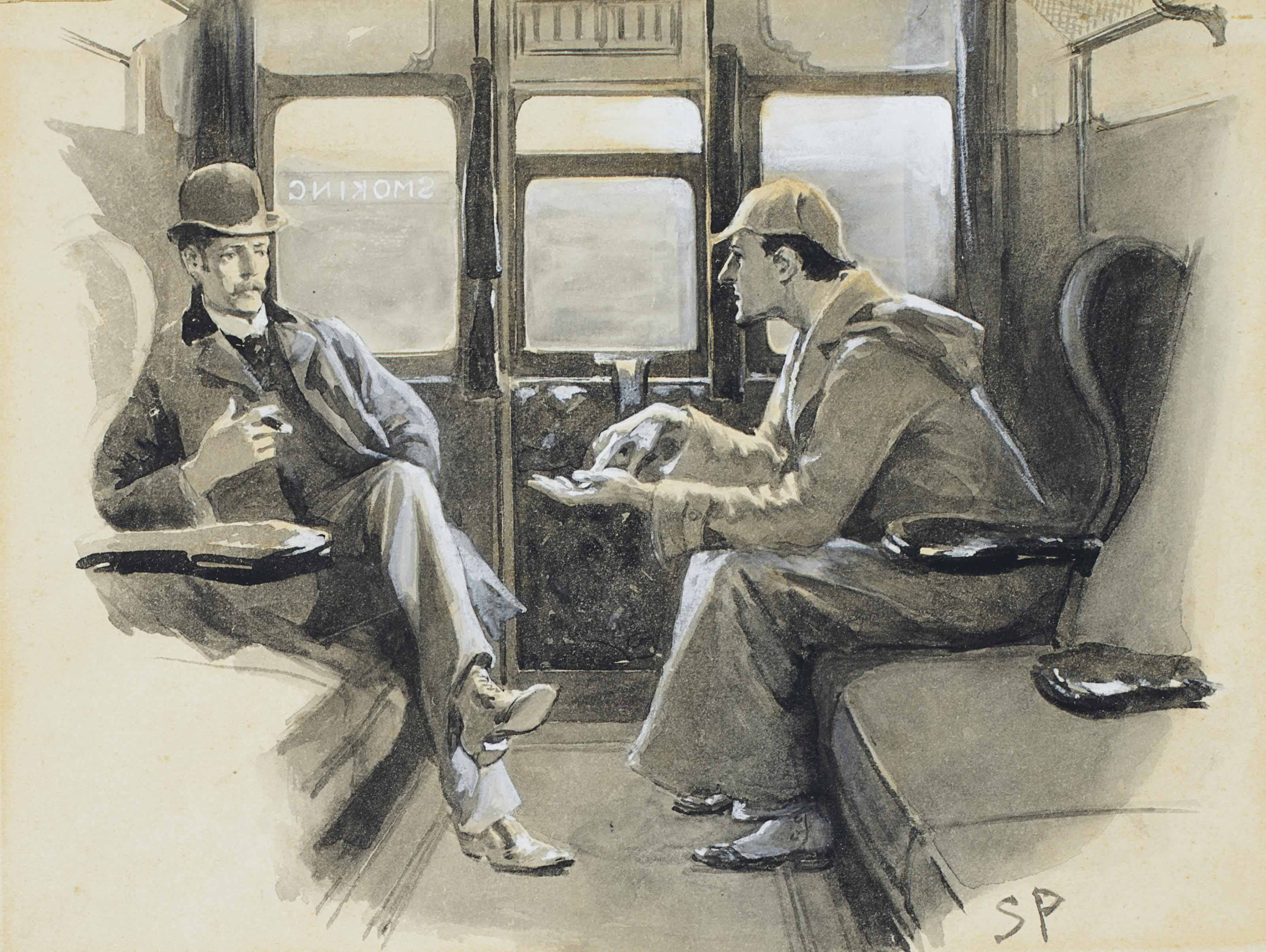
Holmes và Watson trong một bức minh họa của Sidney Paget cho "Ngọn lửa bạc"

Khó khăn tài chính khiến Holmes và bác sĩ Watson phải cùng nhau chia sẻ căn hộ tầng trên số 221B, phố Baker, London, thuê của bà Hudson. Holmes làm thám tử trong 23 năm với 17 năm được Watson hỗ trợ. Hầu hết các câu chuyện đều là kiểu truyện khung, được viết theo quan điểm của Watson và là bản tóm tắt những vụ án thú vị nhất của vị thám tử. Holmes thường gọi các hồ sơ vụ án mà Watson viết là giật gân và theo chủ nghĩa dân túy, cho thấy rằng chúng không báo cáo chính xác sự khách quan và tính "khoa học" trong công việc của anh: 
Việc điều tra là, hay lẽ ra phải là, một môn khoa học chính xác, và phải được phản ánh với cùng một cung cách thản nhiên và vô cảm như thế. Anh lại muốn nó [Cuộc điều tra màu đỏ] nhuốm màu sắc chủ nghĩa lãng mạn, hiệu ứng tạo ra chẳng khác gì khi anh nhào nặn một chuyện tình hay chuyện bỏ nhà theo trai thành tiên đề thứ năm của Euclid. Một số tình tiết thực lẽ ra nên loại bỏ, hoặc chí ít khi đề cập tới cũng phải để ý sao cho nó có cảm giác tương xứng. Điểm duy nhất đáng nói trong vụ đó là quá trình suy luận mang tính phân tích cặn kẽ từ nguyên nhân đến kết quả mà nhờ đó tôi đã phá án thành công.

Dù vậy, tình bạn với Watson là mối quan hệ quan trọng nhất của Holmes. Khi Watson bị trúng đạn, mặc dù vết thương có vẻ "khá hời hợt", vị bác sĩ cũng vẫn phải cảm động trước phản ứng của bạn mình: 
Nó đáng giá một vết thương, thậm chí là nhiều vết thương, để biết được tận cùng lòng trung thành và tình yêu ẩn sau lớp mặt nạ lạnh lùng đó. Trong một giây lát, đôi mắt trong veo, rắn rỏi chợt mờ đi và đôi môi cương nghị thì đang run bần bật. Lần đầu tiên tôi được thấy một trái tim đi kèm một trí óc thật vĩ đại. Phát hiện này bù đắp đầy đủ tất cả những năm tháng cộng tác khiêm tốn và bất vụ lợi của tôi.

### Công việc
Khách hàng của Holmes rất đa dạng, từ các quốc vương hay chính phủ quyền lực nhất châu Âu, quý tộc, nhà công nghiệp giàu có cho đến những người làm nghề cầm đồ và các phó mẫu nghèo khó. Trong những câu chuyện đầu tiên, dù chỉ mới được vài người trong giới biết đến nhưng Holmes đã sớm cộng tác với Scotland Yard. Hồ sơ của Holmes ngày một dày hơn khi anh tiếp tục công việc và Watson thì cho xuất bản các câu chuyện của mình. Holmes nhanh chóng trở nên nổi tiếng trong vai trò một thám tử. Rất nhiều khách hàng tìm tới sự giúp đỡ của Holmes thay vì (hoặc ngoài) cảnh sát. Watson viết, vào năm 1895, Holmes đã có "một lượng lớn việc làm". Cảnh sát ngoài khu vực London cũng luôn yêu cầu Holmes giúp sức mỗi khi anh ở gần họ. Thủ tướng và vua Bohemia đã đích thân đến thăm số 221B, phố Baker để nhờ Holmes hỗ trợ; tổng thống Pháp tặng anh Huân chương Bắc đẩu bội tinh vì bắt được một tên sát thủ; vua Scandinavia là khách hàng của Holmes; và Holmes cũng từng cứu viện Vatican ít nhất hai lần. Vị thám tử từng làm thay chính phủ Anh trong các vấn đề an ninh quốc gia nhiều lần, và từ chối phong tước hiệp sĩ "cho các dịch vụ mà có lẽ một ngày nào đó sẽ được mô tả". Holmes không tích cực tìm kiếm danh vọng, thường xuyên bằng lòng để cho các cảnh sát giành hết công lao của mình.

### Điểm gián đoạn vĩ đại

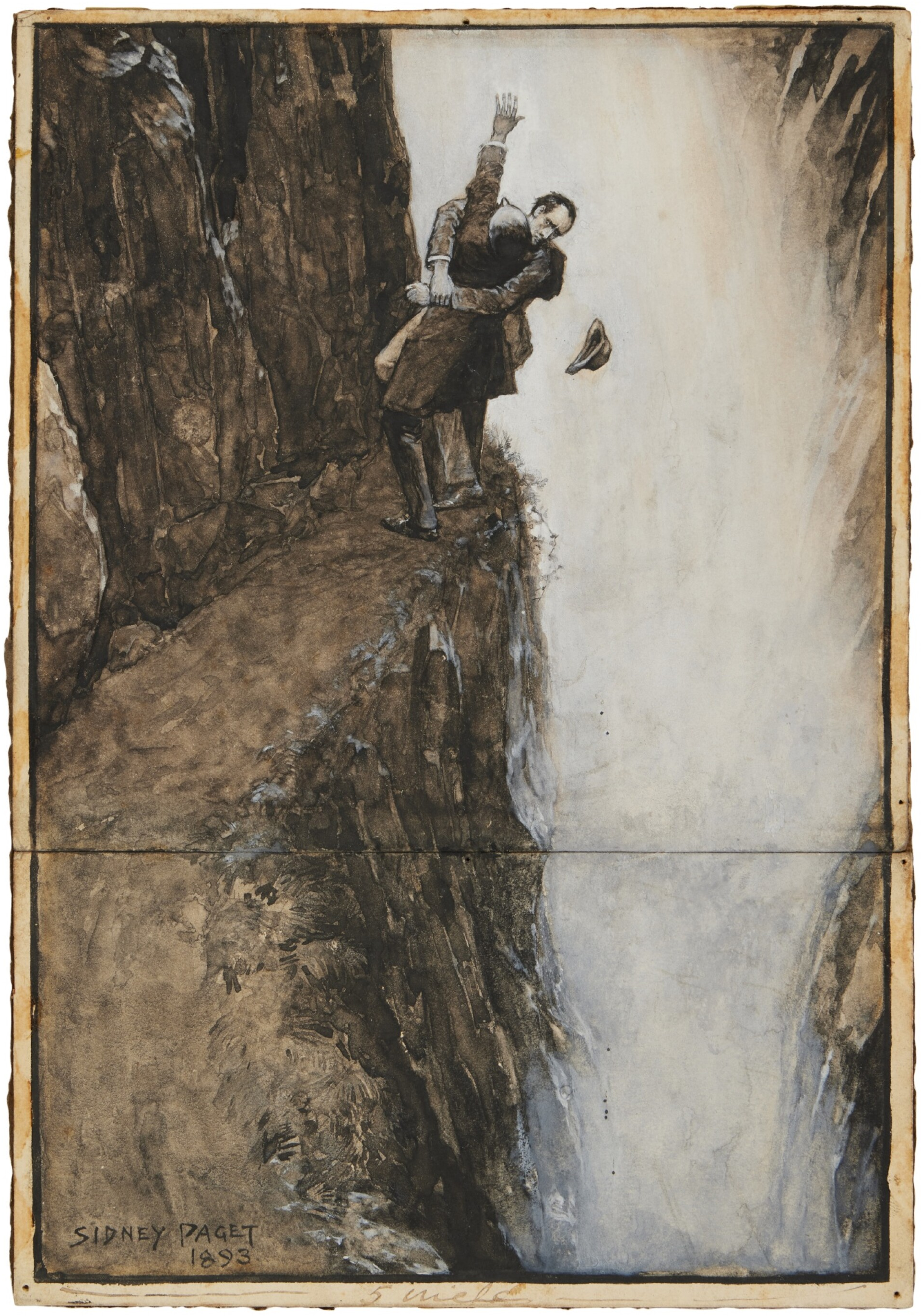
Holmes và Moriarty vật lộn tại đèo Reichenbach; vẽ bởi Sidney Paget

Tập truyện Sherlock Holmes đầu tiên được xuất bản từ năm 1887 đến năm 1893. Conan Doyle đã để Holmes chết trong trận chiến sau chót với bậc thầy tội phạm Giáo sư James Moriarty trong "Vụ án cuối cùng" (xuất bản năm 1893, nhưng lấy bối cảnh năm 1891) vì ông cảm thấy rằng "tôi không nên dồn quá nhiều năng lượng văn học cho chỉ một kênh duy nhất." Thế nhưng, phản ứng của công chúng đã khiến Doyle vô cùng ngạc nhiên. Những độc giả đau khổ liên tục gửi những lá thư sầu thảm cho The Strand Magazine, tạp chí này thì chịu một đòn khủng khiếp khi bị 20.000 người khiếu nại bằng việc hủy đăng ký. Bản thân Conan Doyle cũng nhận được vô vàn thư phản đối, một phụ nữ thậm chí còn bắt đầu bức thư của mình bằng câu "Đồ súc vật". Có giai thoại kể rằng khi nghe tin Holmes qua đời, người dân London đã tiếc thương tới mức đeo băng đen để tang cho anh. Không có nguồn tin đương thời nào kiểm chứng giai thoại trên, tài liệu tham khảo sớm nhất liên quan tới các sự kiện tương tự phải đến năm 1949 mới được biết đến. Tuy nhiên, phải thừa nhận rằng những phản ứng được ghi lại của công chúng dành cho cái chết của Holmes không giống với bất kỳ phản ứng nào trước đây với các sự kiện hư cấu.
Conan Doyle viết Con chó của dòng họ Baskerville (đăng nhiều kỳ vào năm 1901–02, với bối cảnh ngầm hiểu là trước khi Holmes qua đời) sau tám năm phải chống chọi với áp lực dư luận. Năm 1903, ông viết "Ngôi nhà trống không" lấy bối cảnh năm 1894. Holmes xuất hiện trở lại, giải thích cho Watson trong sự sửng sốt rằng mình đã giả chết để đánh lừa kẻ thù. Sau "Ngôi nhà trống không", Conan Doyle vẫn thường xuyên viết tiếp các tác phẩm Sherlock Holmes cho đến năm 1927.

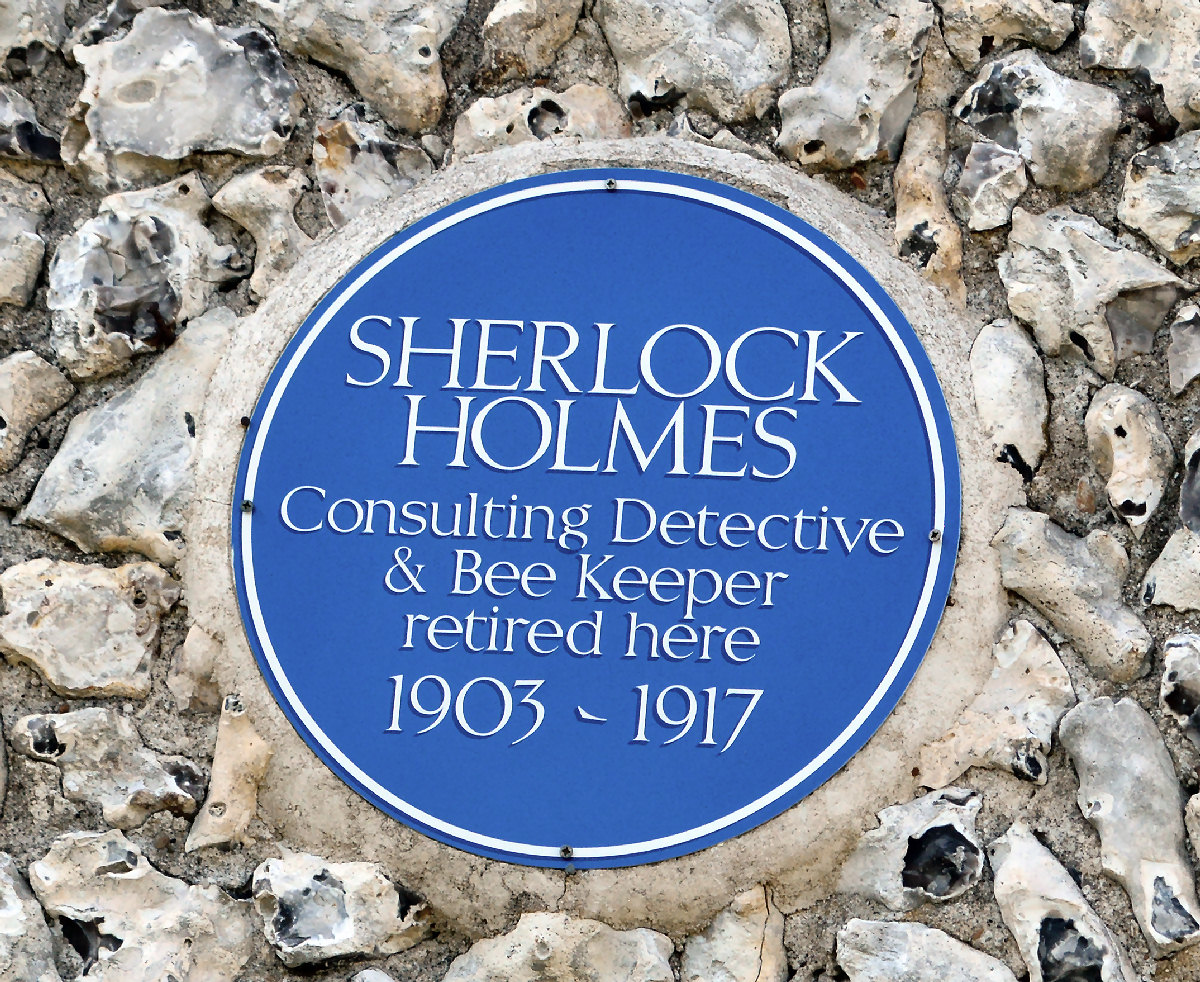
Bảng ký niệm xanh của Sherlock Holmes tại East Dean

Những người hâm mộ Holmes gọi khoảng thời gian từ năm 1891 đến năm 1894, giữa lần biến mất sau cái chết trong "Vụ án cuối cùng" và lần tái xuất trong "Ngôi nhà trống không", của anh là Điểm gián đoạn vĩ đại. Lần đầu tiên thuật ngữ này được sử dụng là vào năm 1946.

### Nghỉ hưu
Trong Cung đàn sau cuối, người đọc được biết rằng Holmes đã nghỉ hưu tại một trang trại nhỏ ở Sussex Downs và lấy nghề nuôi ong làm nghề chính của mình. Thời điểm Holmes rời bỏ nghề thám tử không được xác định chính xác nhưng có thể phỏng đoán là khoảng năm 1904 trở về trước (vì nó được nhắc lại trong "Vết máu thứ hai", xuất bản lần đầu năm 1904). "Vết máu thứ hai" kể về lần cuối Holmes và Watson hợp tác với nhau ngay trước khi về hưu để hỗ trợ một nỗ lực quốc phòng của Anh Quốc. "Bờm sư tử" là chuyến phiêu lưu duy nhất diễn ra trong thời gian Holmes đã giải nghệ.

## Tính cách và thói quen

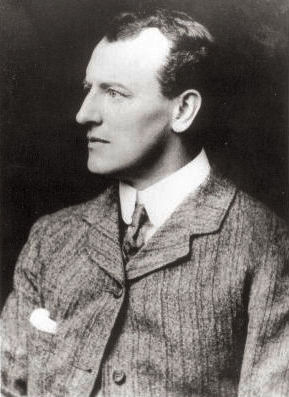
Sidney Paget, người có hình minh họa trên The Strand Magazine, những bức hình được coi là biểu tượng của Holmes và Watson

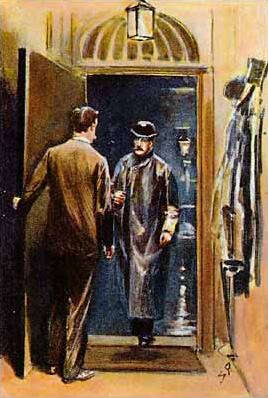
Tranh minh họa của Sidney Paget cho truyện "Kính kẹp mũi gọng vàng"

Watson mô tả Holmes là người theo "chủ nghĩa phóng túng" trong thói quen và lối sống. Anh nói rằng Holmes yêu sự sạch sẽ cá nhân "như một con mèo" đồng thời là một kẻ lập dị, không quan tâm tới tiêu chuẩn hiện đại về sự ngăn nắp hay trật tự. Watson mô tả: 
Về thói quen sinh hoạt thì anh thuộc hàng lộn xộn nhất trần đời đến nỗi người trọ chung nhà cũng phải phát bực. [Anh ta] để những điếu xì gà của mình trong chiếc thùng đựng than đá, thuốc lá sợi thì nhét trong lòng một chiếc dép Ba Tư, lại còn dùng dao nhíp găm thư từ chưa hồi âm lên mặt lò sưởi bằng gỗ sồi.... Anh rất sợ phải hủy tư liệu... Thế là hết tháng này sang tháng khác, đống giấy tờ của anh cứ tích tụ lại đến nỗi góc phòng nào cũng chất hàng mớ bản ghi chép mà tuyệt đối không được đốt, cũng không được phép cất đi ngoài ý muốn của chủ nhân.
Ở trạng thái bình thường, Holmes có thể trông rất thản nhiên và lạnh lùng nhưng một khi đã lao vào điều tra, anh lại vô cùng hoạt bát và dễ bị kích động. Holmes có khiếu tự đánh bóng tài năng của bản thân, anh thường giấu kín các phương pháp và bằng chứng cho đến phút cuối cùng để gây ấn tượng cho những người chứng kiến. Bạn đồng hành của Holmes bỏ qua việc anh sẵn sàng bẻ cong sự thật (hoặc vi phạm pháp luật) thay mặt khách hàng, thậm chí là lừa dối cảnh sát, che giấu bằng chứng, đột nhập gia cư khi cảm thấy điều đó là chính đáng về mặt đạo đức.
Ngoại trừ Watson, Holmes né tránh mọi mối quan hệ bạn bè thông thường. Trong "Con tàu Gloria Scott", Holmes nói với Watson rằng trong suốt hai năm đại học, anh chỉ kết bạn với mỗi một người: "Tôi không phải là người hay giao du kết bạn, Watson ạ... tôi ít giao thiệp với bạn bè đồng khóa lắm."
Sherlock Holmes thường nhịn đói trong những thời điểm phải hoạt động trí óc căng thẳng, anh tin rằng "các năng lực của cơ thể sẽ trở nên nhạy bén hơn nếu ta bỏ đói chúng."
Đôi khi Holmes thư giãn với âm nhạc bằng cách chơi vĩ cầm hoặc thưởng thức các nhạc phẩm của Wagner và Pablo de Sarasate.

### Sử dụng thuốc

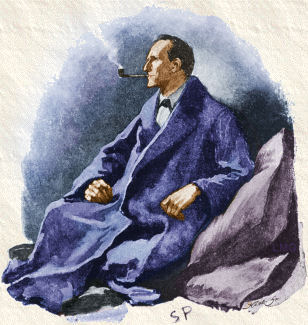
Tranh chân dung Holmes của Sidney Paget trên Strand cho truyện "Gã đàn ông méo miệng" năm 1891

Holmes thỉnh thoảng sử dụng các loại chất gây nghiện, nhất là khi không được tiếp nhận những vụ án kì thú. Holmes thường tiêm morphin hoặc cocain với dung dịch 7% và cả hai loại ma túy trên đều hợp pháp ở Anh vào đầu thế kỷ 19. Là một bác sĩ, Watson kịch liệt phản đối thói quen của bạn mình, mô tả đó là tật xấu duy nhất của Holmes và lo ngại về ảnh hưởng của nó tới tới sức khỏe tâm thần cũng như trí tuệ của anh. Trong "Hậu vệ cánh mất tích", Watson nói rằng mặc dù đã "cai nghiện" cho Holmes, anh vẫn là một con nghiện với thói quen độc hại "chưa chết hẳn mà chỉ đang ngủ im mà thôi".
Watson và Holmes đều dùng thuốc lá sợi, thuốc lá điếu, xì gà và thuốc lá tẩu. Mặc dù trong các tập biên niên sử của mình, Watson không coi việc hút thuốc của Holmes là một tật xấu nhưng trong vai trò một bác sĩ, anh đã thực sự chỉ trích Holmes vì tạo ra một "bầu không khí độc hại" trong căn hộ của hai người.

### Tài chính
Holmes tính phí khách hàng và yêu cầu phần thưởng bất kỳ cho mỗi giải pháp mà mình đưa ra, chẳng hạn như trong "Dải băng lốm đốm", "Hội tóc hung", "Chiếc mũ miện dát đá beryl". Vị thám tử từng tuyên bố rằng "Thù lao của tôi được định giá cố định. Tôi không bao giờ thay đổi trừ khi đặc biệt miễn phí cho vài thân chủ." Holmes đưa ra khẳng định trên trong bối cảnh một khách hàng đang đề nghị trả công gấp đôi cho anh, cũng có nghĩa là các thân chủ giàu có sẵn sàng móc hầu bao chi cho Holmes nhiều hơn mức tiêu chuẩn mà anh đề ra. Trong "Câu chuyện ký túc xá", Holmes kiếm được tận 6.000 bảng Anh (vào thời điểm mà chi phí hằng năm của mỗi chuyên gia trẻ mới nổi thường chỉ là 500 bảng Anh). Tuy nhiên, Watson lưu ý rằng Holmes sẽ thẳng thừng từ chối ngay cả những người giàu có và quyền lực nhất nếu vấn đề của họ không làm anh hứng thú.

### Thái độ với phụ nữ
Như trong bức thư Conan Doyle gửi cho Joseph Bell, "Holmes vô tình như một cái máy tính của Babbage và cả hai có khả năng yêu đương như nhau". Holmes nói về bản thân rằng anh "không phải là một người hết lòng ngưỡng mộ phụ nữ" và anh khám phá được rằng "động cơ của phụ nữ rất khó dò xét... Làm sao xây dựng trên vùng cát lún như vậy cơ chứ?... Hành động nhỏ nhặt nhất của họ cũng có thể hàm chứa đầy ý nghĩa.... Trong Dấu bộ tứ, Holmes nói, "Không bao giờ có thể tin cậy hoàn toàn vào phụ nữ, kể cả những người khá khẩm nhất", một cảm giác mà Watson gọi là "nhận định cay nghiệt". Trong "Bờm sư tử", Holmes viết, "Tôi hiếm khi bị phụ nữ thu hút, vì luôn để não bộ điều khiển trái tim". Trong đoạn kết của Dấu bộ tứ, Holmes nói rằng "tình yêu là chuyện cảm xúc, và bất cứ thứ gì có tính chất cảm xúc đều đối nghịch với lí trí lạnh lùng, chính xác mà tôi coi trọng hơn mọi thứ. Tôi đây sẽ không bao giờ lấy vợ, để khỏi có thiên kiến trong óc suy xét của mình.” Cuối cùng, anh chia sẻ thẳng thắn rằng "Tôi chưa bao giờ yêu".
Nhưng dù khẳng định Holmes có một "niềm ác cảm với phụ nữ", Watson cũng lưu ý rằng Holmes có "một cách riêng để thu hút cảm tình [từ phái đẹp]". Watson nhấn mạnh về việc người quản gia của họ, bà Hudson, thích Holmes vì "sự dịu dàng và lịch sự trong cách anh cư xử với phái yếu. Anh không thích và không tin tưởng vào giới tính ấy, nhưng vẫn luôn tỏ ra mình là một đối thủ hào hiệp". Tuy nhiên, trong "Charles Augustus Milverton", Holmes đã đính hôn với một người phụ nữ để lấy được thông tin vụ án rồi ruồng bỏ cô nàng ngay khi anh có được thứ mình cần.

#### Irene Adler
Irene Adler là một nữ ca sĩ kiêm diễn viên opera đã giải nghệ người Mỹ, góp mặt trong "Vụ tai tiếng xứ Bohemia". Dù chỉ xuất hiện duy nhất một lần nhưng cô là một trong những người hiếm hoi đã thắng Holmes trong một cuộc đấu trí tay đôi và cũng là người phụ nữ duy nhất. Vì lí do này mà Adler là chủ đề thường xuyên trong các tác phẩm mô phỏng. Phần đầu câu chuyện giới thiệu sự tôn trọng đáng kể mà Holmes dành cho Irene Adler: 
Đối với Sherlock Holmes, cô ta luôn là Người phụ nữ ấy. Tôi hiếm khi thấy anh nhắc đến cô ta bằng bất kì tên gọi nào khác. Trong mắt anh, cô ta nổi bật và làm lu mờ tất cả những người phụ nữ khác. Không phải anh có bất kỳ cảm xúc nào na ná tình yêu đối với Irene Adler.... Vậy mà với anh chỉ có một người phụ nữ, đó là người phụ nữ mang nhũ danh Irene Adler, trong ký ức mơ hồ, lãng đãng.
Năm năm trước các sự kiện trong "Vụ tai tiếng xứ Bohemia", Adler đã từng có một mối quan hệ ngắn ngủi với thái tử Bohemia Wilhelm von Ormstein. Khi câu chuyện mở ra, thái tử đã đính hôn với người khác. Lo sợ rằng cuộc hôn nhân sẽ tan tành nếu gia đình hôn thê biết về quá khứ không đứng đắn của mình, Ormstein đành phải thuê Holmes lấy lại một bức ảnh chụp chung với Adler. Irene Adler đã tước đi cơ hội thành công của Holmes trước khi anh kịp làm nên chuyện. Holmes lưu giữ những kỷ niệm với Adler trong bức ảnh chụp mà anh nhận được như một phần thưởng từ phi vụ.

## Kiến thức và kĩ năng
Ngay khi gặp Holmes trong câu chuyện đầu tiên, Cuộc điều tra màu đỏ (thường được giả định diễn ra vào năm 1881, mặc dù không rõ ngày tháng chính xác), Watson đã đưa ra những đánh giá về phạm vi trình độ của Sherlock Holmes:

1. Kiến thức văn học − Không.
2. Kiến thức triết học − Không.
3. Kiến thức thiên văn học − Không.
4. Kiến thức chính trị − Yếu.
5. Kiến thức thực vật học − Không đều. Rất giỏi về các loại cà độc dược, thuốc phiện, và các loài có chất độc nói chung. Không biết gì về trồng trọt.
6. Kiến thức địa chất học − Thực tế, nhưng hạn hẹp. Chỉ nhìn qua là phân biệt được ngay các loại đất. Sau những chuyến tản bộ đã cho tôi xem những vết đất bẩn trên quần anh ta, và qua màu sắc cùng độ sệt của các vết này cho biết loại đất nào thuộc khu vực nào của Luân Đôn.
7. Kiến thức hóa học − Uyên thâm.
8. Kiến thức giải phẫu học − Chính xác, nhưng không hệ thống.
9. Kiến thức về chuyện giật gân − Mênh mông. Dường như biết đến từng chi tiết mọi chuyện kinh hoàng đã xảy ra trong thế kỉ này.
10. Chơi vĩ cầm rất hay.
11. Là một tay kiếm, quyền Anh và côn lão luyện.
12. Am hiểu thực tế về luật pháp Anh Quốc.

Các câu chuyện tiếp theo cho thấy, những đánh giá sơ bộ của Watson không đầy đủ hoặc không chính xác ở một vài chỗ, hầu hết do tác động thời gian. Bất chấp việc Holmes được cho là không biết gì về chính trị, trong "Vụ tai tiếng xứ Bohemia", anh đã ngay lập tức phát hiện ra danh tính thực sự của "Bá tước von Kramm" cải trang. Holmes cũng thể hiện kiến thức tiếng Latinh ở cuối Cuộc điều tra màu đỏ. Anh từng trích dẫn Hafez, Goethe và cả một lá thư của Gustvae Flaubert gửi cho George Sand bằng nguyên bản tiếng Pháp. Trong Con chó của dòng họ Baskervilles, Holmes nhận ra các tác phẩm của Godfrey Kneller và Joshua Reynolds: "Watson cứ cho là tôi chẳng biết gì về mỹ thuật nhưng chẳng qua là anh ấy ghen tị bởi quan điểm của chúng tôi về vấn đề này khác hẳn nhau." Trong "Các bản vẽ tàu ngầm của Bruce Partington", Watson nói rằng, "Holmes đánh mất chính mình khi thực hiện một chuyên khảo về các bản Motet đa âm của Lassus", được coi là "thảo luận cuối cùng" về chủ đề này.
Trong Cuộc điều tra màu đỏ, Holmes tuyên bố là mình không biết Trái Đất quay quanh Mặt Trời vì thông tin đó không liên quan đến công việc của anh. Sau khi nghe được chân lý này từ Watson, Holmes nói về việc anh phải ngay lập tức cố gắng quên nó đi. Holmes tin rằng khả năng lưu trữ thông tin của trí óc là hữu hạn, và việc tiếp thu những thứ vô bổ sẽ làm giảm cơ hội học được những điều có ích. Thế nhưng, những tình tiết ở vài câu chuyện sau đó lại trái với khẳng định kể trên. Trong Thung lũng kinh hoàng, Holmes nói, "Mọi tri thức đều hữu dụng với một thám tử", và trong "Bờm sư tử", anh tự gọi mình là "một độc giả ăn tạp đi kèm trí nhớ kỳ lạ với những chuyện vặt vãnh". Nhìn lại quá trình phát triển nhân vật vào năm 1912, Conan Doyle đã viết, "Trong phần đầu tiên, Cuộc điều tra màu đỏ, [Holmes] chỉ đơn thuần là một cỗ máy tính toán, nhưng tôi phải biến anh ấy dần trở thành một con người có học thức hơn như những gì tôi đã làm."
Holmes cũng là một nhà phân tích mật mã, anh từng nói với Watson, "Tôi khá quen thuộc các dạng mật mã, bản thân tôi cũng là tác giả của một chuyên khảo nho nhỏ về đề tài này, trong đó tôi đã phân tích một trăm sáu mươi loại mật mã khác nhau". Holmes thể hiện kiến thức về tâm lý học trong "Vụ tai tiếng xứ Bohemia" khi tìm cách dụ Irene Adler tự để lộ nơi cất giấu bức ảnh, dựa trên tiền đề rằng một người phụ nữ sẽ lao vào cứu tài sản giá trị nhất của mình khỏi đám cháy. Một ví dụ khác có trong "Viên thạch lựu xanh" khi Holmes đã lấy thông tin từ một người bán hàng bằng một vụ cá cược: "Nếu anh gặp một người có bộ râu quai nón cắt tỉa kiểu như thế với một tờ pink 'un thò ra khỏi túi áo thì đảm bảo là anh sẽ dễ dàng khai thác được hắn ta bằng một vụ đánh cược.... Tôi dám chắc cho dù có đặt một trăm bảng xuống trước mặt hắn thì hắn cũng không cung cấp đầy đủ thông tin bằng cái ý tưởng dụ cho hắn tin rằng hắn đang thắng tôi trong một vụ cá cược".
Maria Konnikova chỉ ra trong một cuộc phỏng vấn với D. J. Grothe là Holmes đã thực hành cái mà ngày nay người ta gọi là tỉnh thức, luôn tập trung vào chỉ một việc tại một thời điểm, và hầu như không bao giờ "đa nhiệm". Cô nói thêm rằng Holmes đi trước khoa học trong việc chứng minh phương pháp kể trên hữu ích như thế nào đối với não bộ.

### Phương pháp diễn dịch Holmes

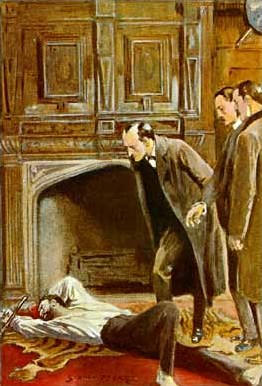
Tranh minh họa Holmes của Sidney Paget cho truyện "Vụ án mạng ở Abbey Grange"

Holmes quan sát cách ăn mặc và thái độ của khách hàng cũng như nghi phạm, lưu ý các dấu tích trên da (như hình xăm), dấu vết (dấu mực, đất sét trên ủng,...), trạng thái cảm xúc, tình trạng thể chất, để suy ra nguồn gốc và lịch sử gần đây của họ. Anh cũng thường dựa vào phong cách, tình trạng quần áo và đồ dùng cá nhân để đánh giá đối tượng. Trong các câu chuyện, Holmes áp dụng các phương pháp quan sát của mình cho các vật dụng như gậy chống, tẩu thuốc và mũ. Trong "Vụ tai tiếng xứ Bohemia", Holmes cho rằng gần đây Watson bị ướt và có "một cô hầu gái vô cùng vụng về, cẩu thả". Khi Watson hỏi làm sao Holmes biết được điều này, vị thám tử trả lời: 
Rất dễ dàng... đôi mắt mách bảo tôi rằng phần da trong của chiếc giày bên trái của anh, ngay chỗ ánh lửa chiếu vào, có sáu vết xước gần như song song. Rõ ràng chúng là do ai đó bất cẩn khi chà bùn khô quanh các cạnh bên trong giày gây ra. Như thế chứng tỏ anh vừa gặp thời tiết xấu vừa có một cô hầu gái chuyên rạch giày chủ ở Luân Đôn.
Trong truyện Sherlock Holmes đầu tiên, Cuộc điều tra màu đỏ, bác sĩ Watson đã so sánh Holmes với thám tử hư cấu C. Aguste Dupin của Edgar Allan Poe, người có cách thức điều tra tương tự. Đề cập tới một tình tiết trong "Án mạng trên phố Morgue" khi Dupin đọc được suy nghĩ của một người bạn mặc dù cả hai chỉ im lặng đi cùng nhau suốt mười lăm phút, Holmes nhận xét: "Hắn làm cái trò xâm nhập vào ý nghĩ của bạn bè bằng một lời bình luận đúng lúc... mánh khóe ấy quá là phô trương và nông cạn." Thế nhưng, Holmes cũng thực hiện 'mánh khóe' tương tự với Watson trong "Hai lỗ tai người trong hộp các-tông" và "Những hình nhân nhảy múa".
Các câu chuyện luôn gọi phương pháp điều tra trí tuệ của Sherlock Holmes là "diễn dịch" nhưng thực tế anh chủ yếu điều tra dựa vào lập luận hồi quy: suy ra lời giải thích cho các chi tiết đã quan sát. "Từ một giọt nước", Holmes viết, "nhà logic học có thể suy luận ra cả Đại Tây Dương hay thác Niagra mà không cần phải nhìn hay nghe tận nơi." Tuy nhiên, Holmes cũng áp dụng cả suy luận diễn dịch. Nguyên tắc tôn chỉ của vị thám tử như anh đề cập trong Dấu bộ tứ đó là: "Khi đã loại trừ hết những điều bất khả, thì điều gì còn lại, cho dù phi lý tới đâu, nhất định phải là sự thật." Kiểu suy luận có lỗ hổng trên được gọi là ngụy biện Holmesian hoặc ngụy biện Sherlock Holmes.
Bất chấp khả năng suy luận đáng nể của Holmes, Conan Doyle vẫn khắc họa Holmes là người có thể mắc sai lầm ở khoản này (đó là chủ đề chính trong "Khuôn mặt vàng vọt").

### Khoa học pháp y

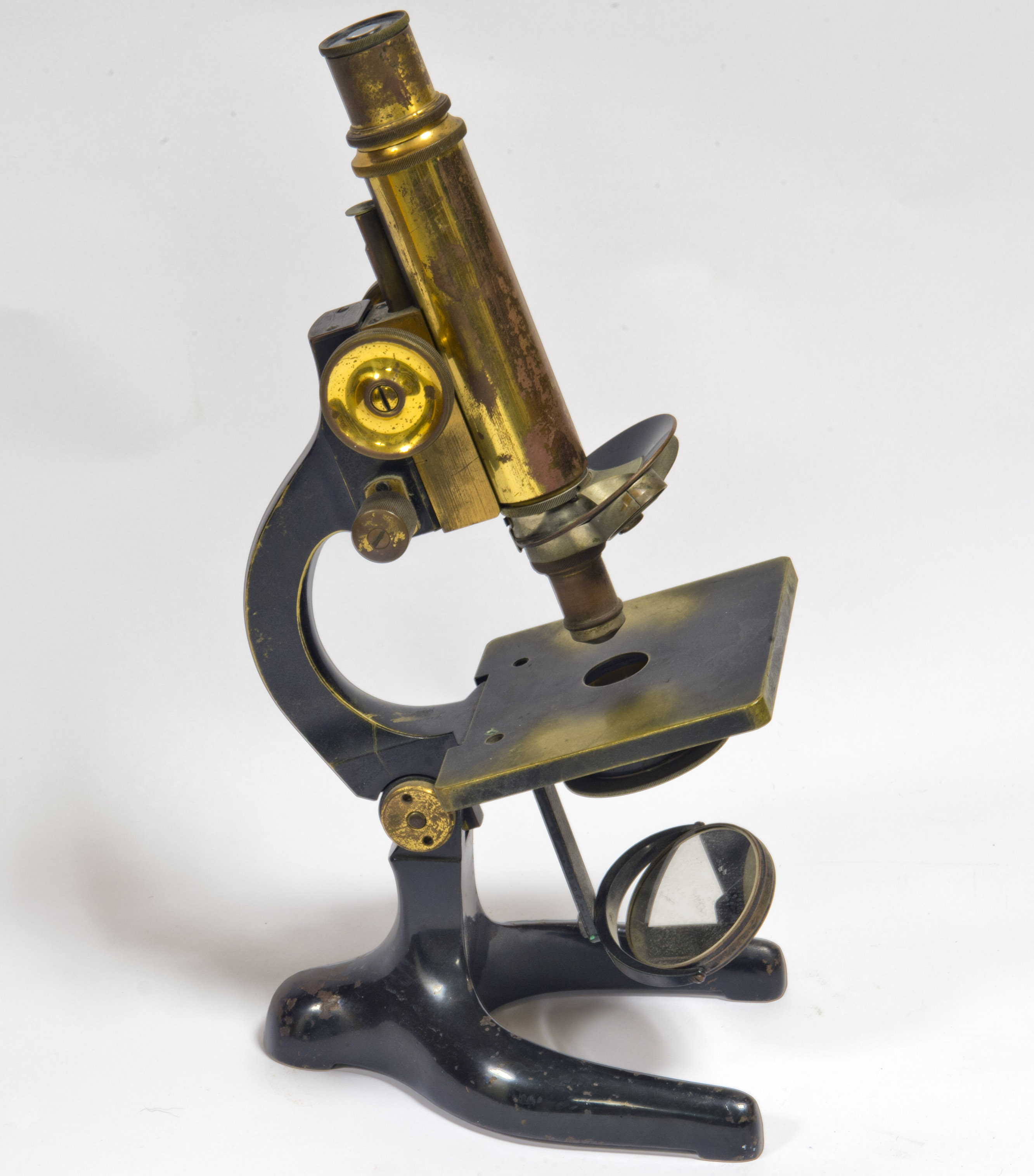
Kính hiển vi Seibert thế kỷ 19

Mặc dù Holmes nổi tiếng với khả năng suy luận, phương pháp điều tra của anh lại phụ thuộc nhiều vào việc thu thập chứng cứ vật lý. Nhiều kỹ thuật mà Holmes sử dụng trong các câu chuyện đều ở thời điểm chúng còn rất sơ khai.
Holmes rất giỏi phân tích bằng chứng dấu tích hoặc bằng chứng hữu hình, bao gồm cả các dấu vết ẩn (dấu chân, dấu móng tay, dấu giày và dấu lốp xe), để xác định những hành động đã diễn ra tại hiện trường. Anh sử dụng tro thuốc hoặc tàn thuốc để nhận diện tội phạm, phân tích chữ viết tay và bút tích, so sánh thư đánh máy để vạch trần kẻ gian lận, sử dụng dư lượng thuốc súng để bắt hai tên sát nhân, và xem xét những mảnh thi thể nhỏ để phá hai vụ án mạng.
Vì phần lớn bằng chứng đều có kích thước nhỏ, Holmes thường sử dụng kính lúp ở hiện trường và kính hiển vi quang học ở căn hộ trên phố Baker của mình. Anh áp dụng hóa phân tích để phân tích tàn dư máu và độc chất học để xác định các loại độc dược. Phòng thí nghiệm tại gia của Holmes đã được đề cập trong "Bản hiệp ước hải quân". Trong "Ngôi nhà trống không", nghiên cứu đạn đạo bằng cách thu hồi những viên đạn đã bắn rồi ghép thử với một vũ khí giết người tình nghi, trở thành một thủ tục thông thường của cảnh sát chỉ trong khoảng 15 năm sau khi câu chuyện được xuất bản.
Laura J. Snyder khi xem xét các phương pháp của Holmes trong bối cảnh ngành tội phạm học từ giữa đến cuối thế kỷ 19, đã chứng minh được rằng dù thỉnh thoảng đi trước những gì mà các cơ quan điều tra đương thời sử dụng, chúng vẫn dựa trên các phương pháp, kỹ thuật hiện có. Ví dụ, dấu vân tay được đề xuất là đặc điểm nhận diện vào thời của Conan Doyle, và trong khi Holmes sử dụng nó để giải quyết một vụ án trong "Gã chủ thầu vùng Norwood" (thường được cho là lấy bối cảnh năm 1895), thì câu chuyện được xuất bản vào năm 1903, hai năm sau khi Văn phòng vân tay Scotland Yard mở cửa. Tuy nhiên, Holmes vẫn là người truyền cảm hứng cho các thế hệ nhà khoa học pháp y tương lai trong lối suy nghĩ khoa học và giàu tính phân tích.

### Kỹ năng ngụy trang
Holmes có năng khiếu về cả diễn xuất lẫn cải trang. Trong một số câu chuyện ("Dấu bộ tứ", "Chales Augustus Milverton", "Gã đàn ông méo miệng", "Ngôi nhà trống không" và "Vụ tai tiếng xứ Bohemia"), để tìm kiếm bằng chứng một cách bí mật, Holmes đã cải trang thuyết phục tới nỗi Watson không tài nào nhận ra. Ở những lần khác ("Thám tử hấp hối" và "Vụ tai tiếng xứ Bohemia"), Holmes giả vờ bị thương hoặc bệnh tật để buộc tội đối tượng. Trong "Vụ tai tiếng xứ Bohemia", Watson từng nói, "Sân khấu mất đi một diễn viên giỏi... khi Holmes trở thành một chuyên gia tội phạm."

### Sử dụng điệp viên
Cho đến khi Watson đặt chân đến phố Baker, Holmes chủ yếu làm việc một mình, chỉ thi thoảng thuê các đặc vụ thuộc tầng lớp dưới của thành phố. Họ bao gồm nhiều nguồn tin khác nhau, chẳng hạn như Langdale Pike, "một cuốn từ điển sống về mọi vấn đề bê bối trong xã hội", và Shinwell Johnson, người đóng vai trò như một "đặc vụ của Holmes trong thế giới ngầm tội phạm khổng lồ ở Luân Đôn". Những điệp viên nổi tiếng nhất làm việc cho Holmes là đám trẻ đường phố mà anh thường gọi là "Đội đặc nhiệm phố Baker".

### Chiến đấu

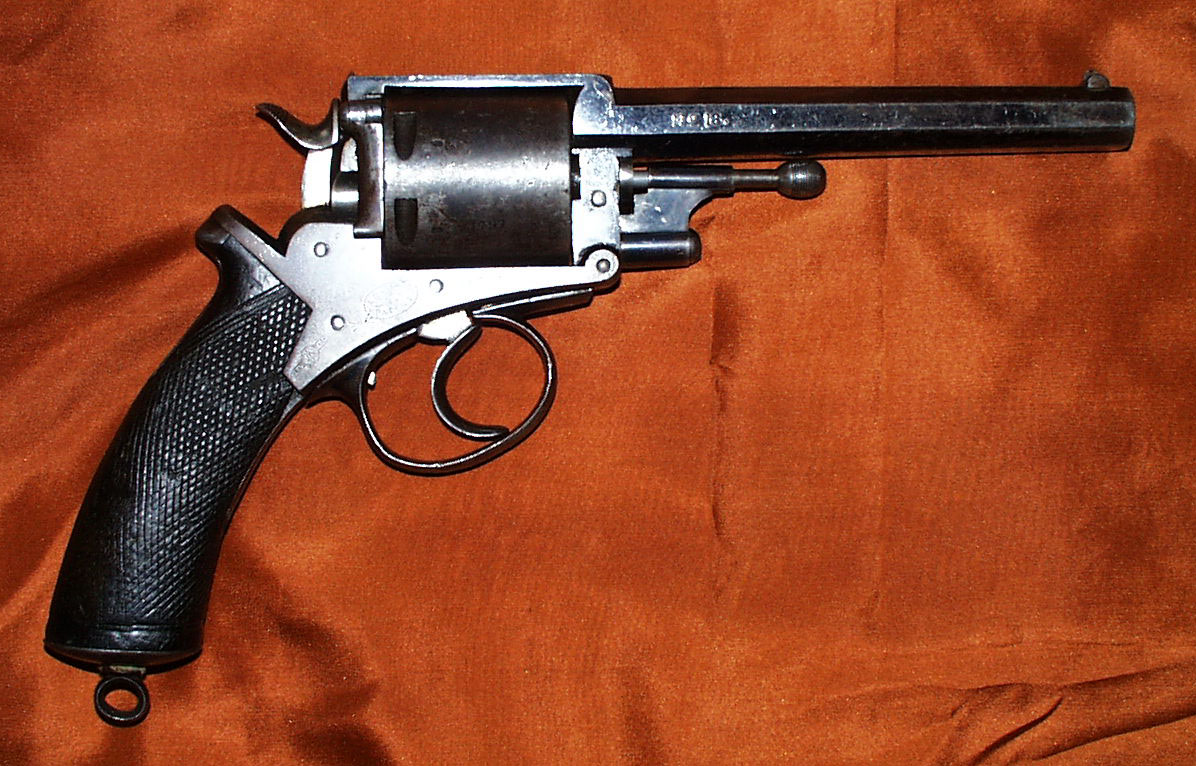
Khẩu (Adams) Mark III của quân đội Anh, khác với Mark II ở thiết kế ống phóng

#### Súng lục
Holmes và Watson thường mang theo súng lục bên mình để đối phó với bọn tội phạm, với Watson, đó là khẩu súng cũ mà anh từng sử dụng trong quân đội (có thể là khẩu Mark III Adams, được trang bị cho lính Anh trong những năm 1870). Holmes và Watson đã nhắm bắn con chó săn chủ đề trong tiểu thuyết Con chó của dòng họ Baskervilles, Watson cũng từng đánh đại tá Sebastian Moran bằng khẩu súng lục của mình trong "Ngôi nhà trống không". Trong "Bài toán cây cầu Thor", Holmes mượn khẩu súng lục ổ quay của Watson để giải quyết vụ án thông qua một thí nghiệm.

#### Vũ khí khác
Là một quý ông, Holmes thường đem theo một cây gậy thẳng hoặc gậy ba toong. Anh được Watson mô tả là một chuyên gia đánh gậy và sử dụng cây ba toong của mình như một vũ khí hữu hiệu. Trong "Cuộc điều tra màu đỏ", Watson cũng đánh giá Holmes là một kiếm sĩ lão luyện, và trong "Con tàu Gloria Scott", Holmes cho biết anh đã tập luyện đấu kiếm từ thời học đại học. Trong một số câu chuyện ("Một vụ xác định nhân dạng", "Hội tóc hung", "Sáu pho tượng Napoléon"), Holmes còn sử dụng một chiếc roi ngựa được mô tả là "vũ khí yêu thích" của anh.

#### Đối kháng tay không
Sherlock Holmes được mô tả (hoặc chứng minh) là người có thể chất trên mức trung bình. Trong "Khuôn mặt vàng vọt", biên niên sử Holmes viết, "Hiếm có ai vượt được anh ta về sức mạnh cơ bắp." Trong "Dải băng lốm đốm", bác sĩ Roylott đã thể hiện sức mạnh của mình bằng cách bẻ gập cây cời lò làm đôi. Sau tình huống đó, Watson mô tả là Holmes đã bật cười, "nếu lão ta còn ở đây thì tôi cũng có thể cho lão thấy tay tôi không hề yếu hơn tay lão.' Vừa nói anh vừa nhặt que cời bằng thép lên và bất ngờ uốn thẳng nó trở lại."
Holmes cũng là một võ sĩ quyền Anh tự do cừ khôi; "Con tàu Gloria Scott" đề cập tới việc anh tham gia môn này khi đang học đại học. Trong Dấu bộ tứ, Holmes tự giới thiệu bản thân với võ sĩ chuyên nghiệp McMurdo rằng mình là "gã tay mơ đã đấu với anh ba hiệp liền ở nhà Alison vào cái đêm thượng đài lạc quyên của anh bốn năm trước." McMurdo liền sực nhớ: "Chà, anh đúng là đã bỏ phí tài năng, tiếc cho anh! Nếu hồi đó mà anh gia nhập giới chuyên nghiệp thì có lẽ đã tiến xa rồi." Trong "Khuôn mặt vàng vọt", Watson nói: "Anh ấy chắc chắn là một trong những võ sĩ quyền Anh giỏi nhất trong tầm hạng cân mà tôi từng biết."
Trong "Ngôi nhà trống không", Holmes bật mí với Watson rằng anh đã sử dụng một môn võ thuật Nhật Bản có tên gọi baritsu để ném Moriaty xuống thác Reichenbach, kết liễu hắn ta. Bartitsu là phiên bản gốc của môn "baritsu" mà Conan Doyle mô tả, nó là sự kết hợp của nhu thuật với quyền Anh và đấu gậy.

## Sự đón nhận

### Phổ biến
Hai tác phẩm Sherlock Holmes khởi đầu, tiểu thuyết Cuộc điều tra màu đỏ (1887) và Dấu bộ tứ (1890), chỉ được đón nhận ở mức vừa phải. Nhưng khi sáu truyện ngắn về Holmes đầu tiên được xuất bản trên The Strand Magazine vào đầu năm 1891, tên tuổi của nhân vật này bắt đầu trở nên phổ biến rộng rãi. Holmes được rất nhiều người biết đến ở Anh và Mỹ. Sherlock Holmes nổi tiếng tới mức vào năm 1893, khi Arthur Conan Doyle để vị thám tử chết trong truyện ngắn "Vụ án cuối cùng", đã xuất hiện một làn sóng phản ứng tiêu cực dữ dội từ độc giả, không giống bất kỳ phản ứng nào trước đây mà công chúng từng dành cho một nhân vật hư cấu. Tờ Strand báo cáo rằng họ đã mất hơn 20.000 người đăng ký vì cái chết của Holmes. Áp lực dư luận buộc Conan Doyle phải tiếp tục viết một tác phẩm Sherlock Holmes mới vào năm 1901 và hồi sinh nhân vật trong một câu chuyện khác vào năm 1903.
Nhiều người hâm mộ Sherlock Holmes đã viết thư tới địa chỉ nhà anh, số 221B, phố Baker. Mặc dù địa chỉ 221B, phố Baker không tồn tại khi những câu chuyện đầu tiên ra đời nhưng những lá thư vẫn cứ thế được gửi đến tòa nhà Abbey National, nơi đầu tiên bao hàm địa chỉ này ngay khi được xây dựng vào năm 1932. Người hâm mộ vẫn tiếp tục gửi thư cho Sherlock Holmes; những lá thư này hiện đã được chuyển tới Bảo tàng Sherlock Holmes. Trong số những người gửi thư tới số 221B, phố Baker, có những người tin rằng Holmes là nhân vật có thật. Cũng không thiếu người trong công chúng đinh ninh là Sherlock Holmes thực sự tồn tại. Trong một cuộc khảo sát năm 2008 với giới thanh thiếu niên Anh Quốc, 58% đối tượng được hỏi lầm tưởng Sherlock Holmes là một con người bằng xương bằng thịt.
Cho đến ngày nay, những câu chuyện về Sherlock Holmes vẫn được độc giả tiếp tục đón đọc. Sự nổi tiếng liên tục của Holmes đã dẫn đến sự ra đời của nhiều phiên bản tái hư cấu nhân vật này trong các bộ phim chuyển thể. Năm 2012, Sách kỷ lục Guinness đã trao cho Sherlock Holmes danh hiệu "nhân vật văn học được khắc họa nhiều nhất trên phim và chương tình truyền hình", đi kèm với lời phát biểu "danh hiệu này phản ánh sức hấp dẫn bền bỉ của nhân vật và chứng minh rằng tài năng thám tử của anh ấy ngày nay vẫn hấp dẫn như cách đây 125 năm."

### Vinh danh

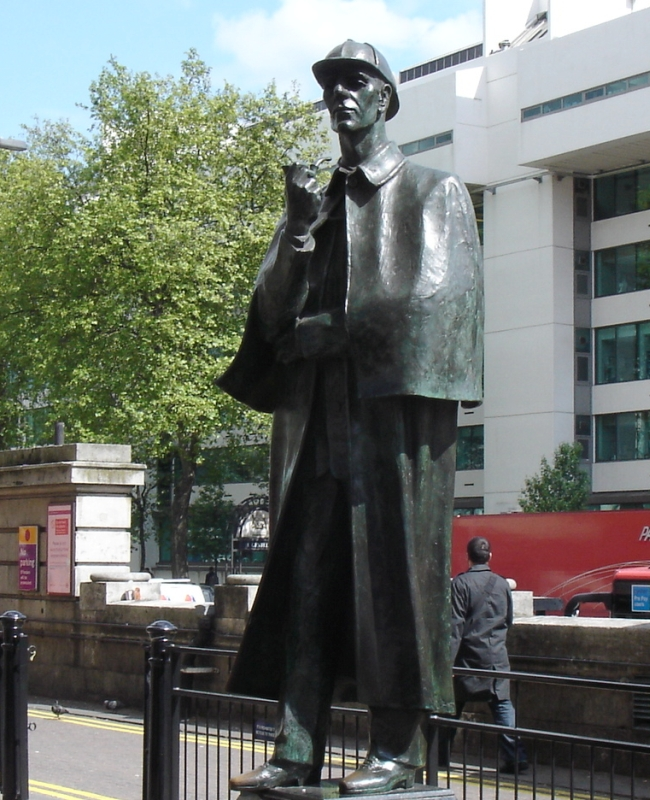
Tượng Sherlock Holmes gần 221B, phố Baker, Luân Đôn

Hệ thống đường sắt đô thị London đã đặt tên cho một trong số hai mươi đầu máy điện mà họ triển khai trong những năm 1920 là Sherlock Holmes. Holmes là nhân vật hư cấu duy nhất nhận được vinh dự này, bên cạnh những người Anh lỗi lạc như Lord Byron, Benjamin Disraeli và Florence Nightingale.
Một số con phố ở Luân Đôn cũng gắn liền với Holmes. Có thể kể đến Sherlock Mews (York Mews South trước khi đổi tên) ngoài phố Crawford, và Watson's Mew ở gần Crawford Place. The Sherlock Holmes là tên gọi của một quán rượu ở phố Northurmberland, Luân Đôn, nơi có một bộ sưu tập lớn các kỷ vật liên quan đến Holmes, ban đầu được tập hợp để trưng bày trên phố Baker trong Lễ hội Anh năm 1951.
Năm 2002, Hiệp hội Hóa học Hoàng gia đã trao tặng chức vụ ủy viên danh dự cho Holmes vì việc sử dụng khoa học pháp y và hóa học phân tích trong văn học phổ thông. Tính đến năm 2019, Holmes là nhân vật hư cấu duy nhất nhận được nhận vinh dự này.
Có rất nhiều bức tượng Sherlock Holmes trên khắp thế giới. Chiếc đầu tiên được điêu khắc bởi John Doubleday, công bố tại Meirigen, Thụy Sĩ vào tháng 9 năm 1988. Chiếc thứ hai được điêu khắc bởi Satoh Yoshinori, công bố tại Karuizawa, Nhật Bản vào tháng 10 năm 1988. Chiếc thứ ba được điêu khắc bởi Gerald Laing, công bố tại Edinburgh, Scotland vào năm 1989. Năm 1999, bức tượng Sherlock Holmes, Luân Đôn cũng do John Doubleday tạo tác, đã được khánh thành tại gần địa chỉ nhà hư cấu của vị thám tử, số 221B, phố Baker. Năm 2001, tác phẩm điêu khắc Holmes và Arthur Conan Doyle của Irena Sedlecká được công bố trong một bộ sưu tập tượng ở Warwickshire, Anh. Năm 2007, tại Moskva, Nga, một tác phẩm điêu khắc miêu tả cả Holmes và Watson được cho ra mắt với tạo hình dựa trên các bức minh họa của Sidney Paget và các diễn viên trong loạt phim Những cuộc phiêu lưu của Sherlock Holmes và Bác sĩ Watson. Năm 2015, tác phẩm điêu khắc Sherlock Holmes của Jane DeDecker được đặt tại trụ sở cảnh sát Edmond, Oklahoma, Hoa Kỳ. Năm 2019, một bức tượng Holmes khác lại ra đời ở Chester, Illinois, Hoa Kỳ, nằm trong chuỗi các bức tượng tôn vinh họa sĩ truyện tranh E. C. Segar và các nhân vật của ông. Nó có nhan đề "Sherlock & Segar" với nét mặt được mô phỏng theo Segar.

### Cộng đồng
Năm 1934, Hội Sherlock Holmes (ở London) và Baker Street Irregulars (ở New York) được thành lập. Baker Street Irregulars đến ngày nay vẫn còn hoạt động. Trong khi đó, Hội Sherlock Holmes bị giải thể vào những năm 1930 nhưng rồi được kế tục bằng một hội nhóm có cái tên hơi khác, Hội Sherlock Holmes London, thành lập vào năm 1951 và vẫn còn tồn tại. Các hội nhóm tương tự tiếp theo lần lượt ra đời, đầu tiên là ở Hoa Kỳ và sau đó là ở Anh và Đan Mạch. Đã có ít nhất 250 hội nhóm Sherlock Holmes trên toàn cầu, trải khắp các quốc gia như Úc, Canada (chẳng hạn The Bootmakers of Toronto), Ấn Độ và Nhật Bản. Người hâm mộ Holmes thường được gọi là "Holmesian" ở Anh và "Sherlockian" ở Hoa Kỳ mặc dù gần đây từ "Sherlockian" cũng được dùng để chỉ những người hâm mộ loạt phim truyền hình của BBC với Benedict Cumberbatch thủ vai chính.

## Di sản

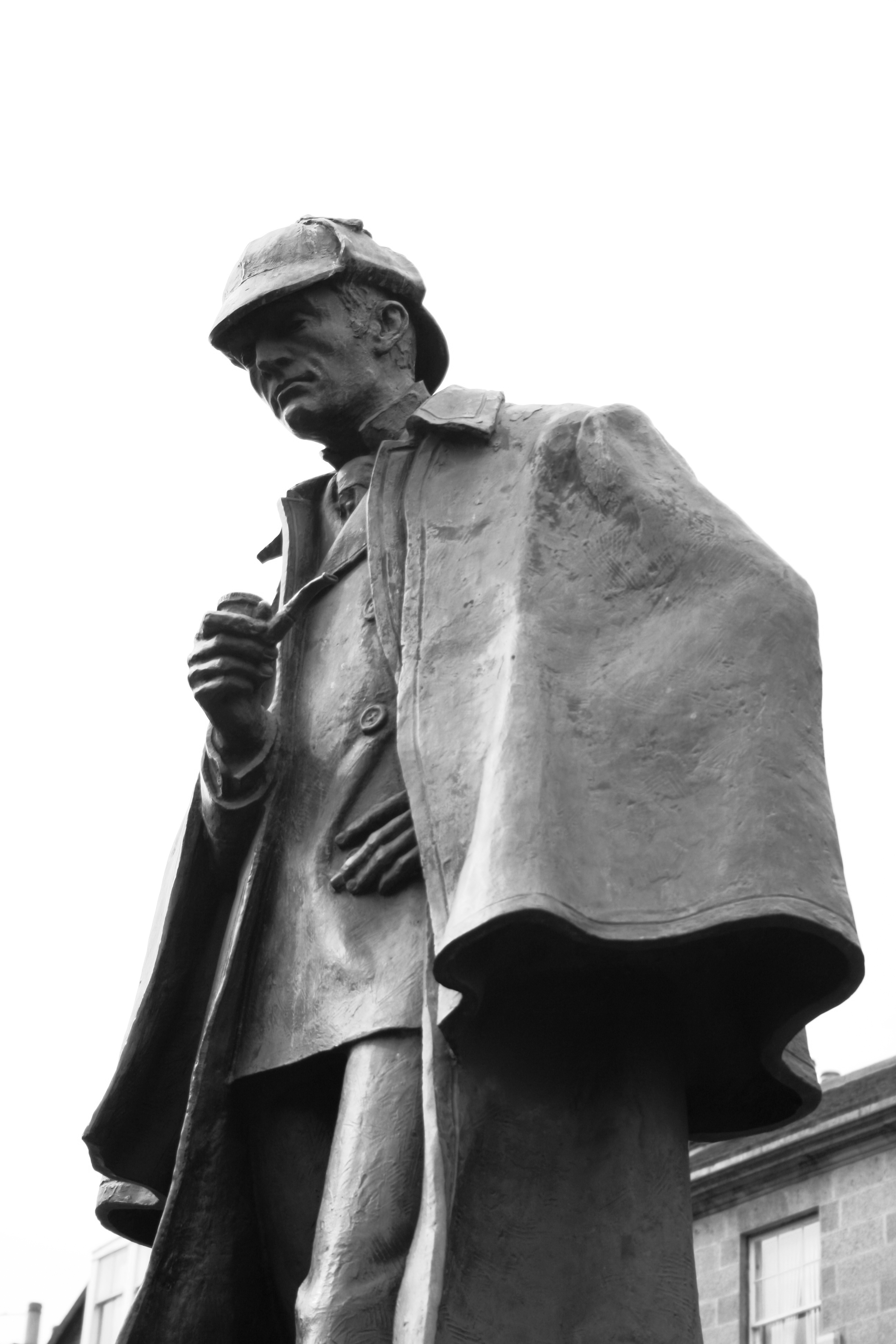
Tượng Holmes trong chiếc áo choàng Inverness cùng chiếc mũ lưỡi trai ở Picardy Place, Edinburgh (nơi sinh của Conan Doyle)

### Dòng truyện trinh thám
Mặc dù Holmes không phải là thám tử hư cấu đầu tiên nhưng tên tuổi của anh đã trở thành định nghĩa của dòng nhân vật này. Truyện Sherlock Holmes của Conan Doyle giới thiệu nhiều thủ pháp văn học mà sau này trở thành những quy ước chính trong thể loại tiểu thuyết trinh thám, chẳng hạn như nhân vật đồng hành không được thông minh như vị thám tử và phải là đối tượng được nhận những lời giải thích (cũng là để vén màn cho người đọc) như bác sĩ Watson trong truyện. Các quy ước khác được Doyle đề ra bao gồm việc xây dựng một tên tội phạm thật xảo quyệt để cảnh sát không thể đánh bại, như đối thủ của Holmes là Giáo sư Moriaty, và việc áp dụng khoa học pháp y để giải quyết các vụ án.
Những câu chuyện về Sherlock Holmes đã biến tiểu thuyết tội phạm thành một thể loại văn học đáng tôn trọng, được độc giả ở mọi tầng lớp ưu chuộng, và thành công của Doyle đã truyền cảm hứng cho nhiều tác phẩm trinh thám đương đại. Sherlock Holmes ảnh hưởng tới sự ra đời của các nhân vật "thám tử quý ông lập dị" khác, như thám tử hư cấu Hercule Poirot của Agatha Christie được giới thiệu vào năm 1920. Holmes cũng truyền cảm hứng cho một số nhân vật phản anh hùng "gần như là liều thuốc giải cho những vị thám tử bậc thầy", chẳng hạn như hai đạo chích quý ông A. J. Raffles (do E. W. Hornung sáng tạo năm 1898) và Arsène Lupin (do Maurice Leblanc sáng tạo năm 1905).

### "Đơn giản thôi, Watson yêu dấu của tôi à."
"Đơn giản thôi, Watson yêu dấu của tôi à." là một trong những câu thoại được trích dẫn nhiều nhất và đã trở thành một biểu tượng của nhân vật Sherlock Holmes. Tuy nhiên, mặc dù Holmes thường nhận xét rằng các kết luận của mình là "đơn giản", và thỉnh thoảng gọi Watson là "Watson yêu dấu", câu thoại "Đơn giản thôi, Watson yêu dấu của tôi à." chưa từng được anh thốt ra một lần nào trong suốt sáu mươi câu chuyện mà Conan Doyle đã viết. Cách nói gần nhất với câu thoại kể trên xuất hiện trong "Người đàn ông dị dạng" khi Holmes giải thích một suy luận: " 'Rất tuyệt!', tôi [Watson] kêu lên. 'Đơn giản thôi,' anh đáp lại."
William Gillete được coi là người khởi nguồn câu thoại với công thức, "Ồ, cái này đơn giản thôi, bạn thân à.", trong vở kịch Sherlock Holmes năm 1899 của ông. Tuy nhiên, kịch bản của vở kịch đã bị thay đổi nhiều lần trong suốt ba thập kỷ phục hồi và xuất bản, câu thoại kia cũng chỉ hiện diện trong một vài phiên bản kịch bản chứ không phải tất cả.
Câu thoại chính xác cũng như những biến thể gần giống của nó có thể được nhìn thấy trên các bài báo và tạp chí từ năm 1909; có một số dấu hiệu cho thấy nó đã mang tính rập khuôn ngay cả ở thời điểm đó. "Đơn giản, Watson thân yêu, đơn giản thôi." xuất hiện trong cuốn tiểu thuyết Psmith, Journalist (1909–1910) của P. G. Wodehouse. Câu thoại cũng trở nên quen thuộc với công chúng Mỹ một phần do nó được sử dụng trong loạt phim của cặp đôi Rathbone-Bruce từ năm 1939 đến năm 1946.

### The Great Game

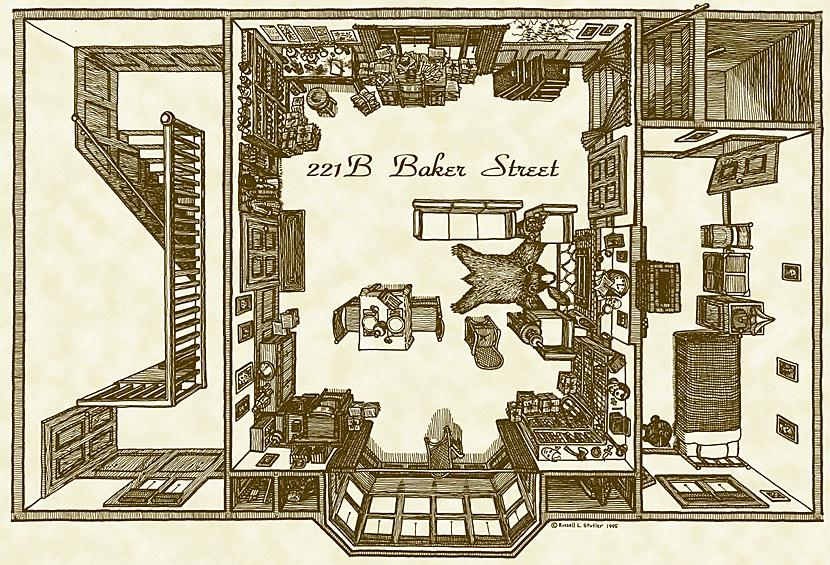
Mô tả căn hộ số 221B, phố Baker của Russ Stutler

Những người hâm mộ Holmes coi bộ 56 truyện ngắn và 4 tiểu thuyết của Conan Doyle là "bộ kinh điển". The Great Game (còn được gọi là Holmesian Game, Sherlockian Game, hay đơn giản là Game) áp dụng các phương pháp phê bình văn học cho bộ kinh điển, nhưng được tiến hành với giả định Holmes và Watson là những con người có thật (và Conan Doyle không phải là tác giả của những câu chuyện mà chỉ là người đại diện văn chương của Watson). Từ những cơ sở trên, The Great Game cố gắng giải quyết hoặc tìm câu trả lời cho những mâu thuẫn trong bộ kinh điển − chẳng hạn như vị trí vết thương thời chiến của Watson, được mô tả nằm ở vai trong Cuộc điều tra màu đỏ và nằm ở chân trong Dấu bộ tứ − cùng với đó là làm rõ những chi tiết về Holmes, Watson và thế giới của họ, kết hợp nghiên cứu lịch sử với tài liệu tham khảo từ những câu chuyện để xây dựng nên các phân tích học thuật.
Ví dụ, một chi tiết được đem ra mổ xẻ trong The Great Game là ngày sinh nhật của Holmes. Khó mà xác định được trình tự thời gian của các câu chuyện, phần nhiều trong số chúng thiếu hẳn ngày tháng hoặc chứa đầy mâu thuẫn. Christopher Morley và William Baring-Gould cho rằng vị thám tử sinh ngày 6 tháng 1 năm 1854. Năm sinh được xác định dựa trên những miêu tả về Holmes ở độ tuổi 60 vào năm 1914 trong "Cung đàn sau cuối", trong khi ngày chính xác thì đến từ những suy đoán rộng hơn, nằm ngoài bộ kinh điển. Ngày sinh phỏng đoán trên trở thành ngày hoạt động của Baker Street Irregulars, với các bữa tiệc tối diễn ra vào tháng 1 hàng năm. Trong khi đó, Laurie R. King thì lại lập luận rằng các chi tiết trong "Con tàu Gloria Scott" (một câu chuyện không có ngày tháng chính xác) cho thấy Holmes đã hoàn thành năm hai (và năm cuối) đại học vào năm 1880 hoặc 1885. Nếu Holmes bắt đầu học đại học ở tuổi 17 thì năm sinh của anh có thể muộn nhất là năm 1868.

### Bảo tàng và các bộ sưu tập đặc biệt
Trong Lễ hội Anh năm 1951, phòng khách của Holmes được tái tạo trở thành một phần của triễn lãm Sherlock Holmes, với một bộ sưu tập các tài liệu gốc. Sau lễ hội, các vật phẩm được chuyển đến The Sherlock Holmes (một quán pub ở Luân Đôn). Còn bộ sưu tập Conan Doyle thì được con trai tác giả là Adrian cất tại Lucens, Thụy Sĩ. Cả hai triển lãm kể trên đều dựng lại căn phòng khách trên phố Baker và mở cửa rộng rãi cho công chúng.
Năm 1969, Thư viện Tham khảo Toronto bắt đầu thu thập các tài liệu liên quan đến Conan Doyle. Ngày nay, bộ sưu tập khổng lồ này được lưu giữ tại số 221B, phố Baker, có thể tiếp cận dễ dàng với công chúng. Tương tự, vào năm 1974, Đại học Minnesota đã thành lập một bộ sưu tập mà hiện nay được biết tới là "bộ sưu tập lớn nhất thế giới về các tài liệu liên quan tới Sherlock Holmes và người tạo ra anh". Bộ sưu tập không cho công chúng quyền truy cập nhưng đôi khi vẫn mở cửa cho các chuyến tham quan.
Năm 1990, Bảo tàng Sherlock Holmes trên phố Baker, London chính thức mở cửa. Ngay trong năm sau, một bảo tàng ở Meiringen (gần thác Reichenbach) dành riêng cho vị thám tử cũng ra đời. Bộ sưu tập riêng của Conan Doyle được trưng bày thường trực tại Bảo tàng Thành phố Portsmouth, nơi tác giả từng sống và hành nghề bác sĩ.

## Chuyển thể và tác phẩm phái sinh
Danh tiếng của Holmes dẫn tới việc rất nhiều cây viết ngoài Arthur Conan Doyle đã cho ra đời những tác phẩm về Sherlock Holmes trên nhiều phương tiện truyền thông, có mức độ trung thực đối với các nhân vật, câu chuyện và bối cảnh gốc khác nhau. Tác phẩm mô phỏng đầu tiên có từ năm 1893, mang tựa đề "The Late Sherlock Holmes", được viết bởi J. M. Barrie, bạn thân của Conan Doyle.
Các bản chuyển thể cho thấy các nhân vật gốc đã được xây dựng theo những đường hướng riêng biệt hoặc được đặt trong những thời điểm hay thậm chí là vũ trụ khác nhau. Ví dụ, Holmes biết yêu đương rồi lập gia đình trong loạt truyện Mary Russell của Laurie R. King; được hồi sinh sau khi qua đời để chiến đấu với tội phạm tương lai trong loạt phim hoạt hình Sherlock Holmes in the 22nd Century; và được kết hợp với bối cảnh Cthulhu Mythos của H. P. Lovecraft trong "A Study in Emerald" của Neil Gaiman (giành giải Truyện ngắn hay nhất tại Hugo Award năm 2004). Một tác phẩm mô phỏng có ảnh hưởng đặc biệt là The Seven-Per-Cent Solution của Meyer, trở thành tiểu thuyết bán chạy nhất năm 1974 của New York Times (được dựng thành phim cùng tên vào năm 1976). Trong The Seven-Per-Cent Solution, thói nghiện cocain của Holmes tiến triển nặng tới mức có thể gây nguy hiểm cho sự nghiệp của anh. Cuốn tiểu thuyết đã góp phần phổ biến xu hướng kết hợp các nhân vật lịch sử cùng thời, được xác định rõ ràng (chẳng hạn như Oscar Wilde, Aleister Crowley, Sigmund Freud, hoặc Jack Phanh thây) với những tác phẩm mô phỏng Sherlock Holmes, một điều mà Conan Doyle chưa từng làm.

### Các tác phẩm văn học liên quan và phái sinh

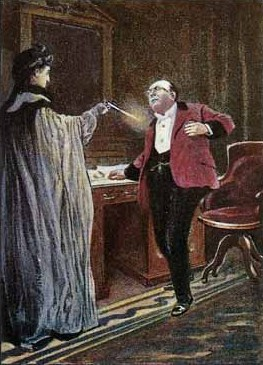
Tranh minh họa năm 1904 của Sidney Paget cho truyện ngắn "Charles Augustus Milverton"

Ngoài bộ Sherlock Holmes kinh điển, Conan Doyle còn cho ra mắt "The Lost Special" vào năm 1898. Truyện ngắn khắc họa một "nhà lý luận nghiệp dư" giấu tên, dụng ý để người đọc nhận ra đó chính là Holmes. Lời giải thích của tác giả về một vụ mất tích gây hoang mang, được lập luận theo phong cách Holmesian như châm chọc chính nhân vật mà ông sáng tạo. Những truyện ngắn tương tự của Conan Doyle gồm có "The Field Bazaar", "The Man with the Watches", và "How Watson Learned the Trick" năm 1924, một tác phẩm giễu nhại cảnh Watson và Holmes ngồi ăn sáng cùng nhau. Conan Doyle cũng viết nhiều tài liệu liên quan tới Holmes khác, đặc biệt là kịch: Sherlock Holmes năm 1899 (với William Gillette), The Speckled Band năm 1910, và The Crown Diamond năm 1921 (tiền đề cho truyện ngắn "Viên đá của Mazarin"). Những tài liệu phi kinh điển kể trên đã được tổng hợp trong một vài tác phẩm phát hành sau khi Conan Doyle qua đời.
Xét tới những cây viết khác ngoài Conan Doyle, các tác giả đa dạng như Anthony Burgess, Neil Gaiman, Dorothy B. Hughes, Stephen King, Tainith Lee, A. A. Milne và P. G. Wodehouse đều đã từng viết về Sherlock Holmes. Cùng thời với Conan Doyle, Maurice Leblanc từng trực tiếp giới thiệu Holmes trong bộ truyện về tên trộm quý ông Arsène Lupin nổi tiếng của ông, mặc dù những khiếu nại pháp lý đến từ Conan Doyle đã buộc Leblanc phải sửa đổi tên nhân vật thành "Herlock Sholmès" trong các lần tái bản và những tác phẩm tiếp theo. Nhà văn trinh thám nổi tiếng người Mỹ John Dickson Carr hợp tác với con trai của Arthur Conan Doyle, Adrian Conan Doyle, trong The Exploits of Sherlock Holmes, một tuyển tập truyện mô phỏng ra đời từ năm 1954. Năm 2011, Anthony Horowitz xuất bản cuốn tiểu thuyết Sherlock Holmes, The House of Silk, được trình bày như một phần tiếp nối các tác phẩm của Conan Doyle với sự chấp thuận của Di sản Conan Doyle; phần tiếp theo, Moriarty, phát hành vào năm 2014. Loạt truyện mô phỏng "MX Book of New Sherlock Holmes Stories" do David Marcum biên tập và MX Publishing xuất bản, đã dài tới hơn một chục tập với hàng trăm câu chuyện giống với nguyên tác. Chúng được biên soạn để phục vụ hoạt động tái thiết Undershaw (nhà cũ của Conan Doyle) cũng như hỗ trợ ngôi trường Stepping Stones, hiện nay nằm trong khuôn viên ngôi nhà.
Một vài tác giả thì viết những câu chuyện tập trung vào các nhân vật khác ngoài Sherlock Holmes trong bộ kinh điển. Tuyển tập do Michael Kurland và George Mann biên tập, gồm toàn những câu chuyện được kể dưới góc nhìn của các nhân vật khác ngoài Holmes và Watson. John Gardner, Michael Kurland, Kim Newman cùng nhiều cây viết, đều chọn kẻ thù của Holmes là Giáo sư Moriarty làm nhân vật chính trong các tác phẩm của mình. Mycroft Holmes cũng là chủ đề được một số tác giả hướng tới, có thể kể đến Michael P. Hodel và Sean M. Wright với Enter the Lion (1979), Quinn Fawcett với một bộ bốn quyển sách, Kareem Abdul-Jabbar và Anna Waterhouse với Mycroft Holmes (2015). M. J. Trow đã viết một loạt 17 cuốn sách, sử dụng Thanh tra Lestrade làm nhân vật trung tâm, bắt đầu với cuốn Adventures of Inspector Lestrade (1985). Sê-ri truyện về Irene Adler của Carole Nelson Douglas dựa trên "người phụ nữ ấy" trong "Vụ tai tiếng xứ Bohemia", với cuốn sách khởi đầu Good Night, Mr. Holmes (1990), kể lại câu chuyện nguyên gốc dưới góc nhìn của Adler. Martin Davies cũng xuất bản ba cuốn tiểu thuyết mà trong đó, người quản gia phố Baker, bà Hudson, là nhân vật chính.
Laurie R. King tái hiện Holmes trong loạt truyện về Mary Russell của cô (bắt đầu với The Beekeeper's Apprentice năm 1994), lấy bối cảnh Thế chiến thứ nhất và những năm 1920. Trong tác phẩm của King, Holmes đã nghỉ hưu ở Sussex và tình cờ gặp một cô bé thiếu niên người Mỹ. Nhận thấy tư chất thiện lương của cô bé, Holmes quyết định đào tạo cô thành người học việc của mình rồi sau đó kết hôn với cô. Tính đến năm 2018, loạt truyện bao gồm 16 cuốn tiểu thuyết cùng tác phẩm bổ sung.
Tiểu thuyết The Final Solution (2004) của Michael Chabon kể về một thám tử giấu tên, đã nghỉ hưu từ lâu và yêu thích công việc nuôi ong, trong hành trình giúp một cậu bé tị nạn Do Thái tìm lại con vẹt mất tích của mình. Tiểu thuyết A Slight Trick of the Mind (2005) của Mitch Cullin lấy bối cảnh hai năm sau khi Thế chiến thứ hai kết thúc, khám phá một Sherlock Holmes già yếu (nay đã 93 tuổi) khi đã gắn cả đời mình với những suy luận vô cảm. Tác phẩm được chuyển thể thành bộ phim Mr. Holmes, công chiếu năm 2015.
Có rất nhiều tác phẩm học thuật liên quan tới Sherlock Holmes, một số nằm trong phạm vi của The Great Game, số khác thì được viết với tiền đề Holmes chỉ là một nhân vật hư cấu. Đặc biệt, đã có ba phiên bản chú giải bộ truyện hoàn chỉnh. Phiên bản đầu tiên là The Annotated Sherlock Holmes (1967) của William Baring-Gould. Bộ sách hai tập này được sắp xếp phù hợp với niên đại ưu tiên của Baring-Gould, và được viết dưới góc độ của một Great Game. Phiên bản thứ hai là The Oxford Sherlock Holmes năm 1993 (tổng biên tập: Owen Dudley Edwards), gồm chín tập sách được viết theo lối học thuật thẳng thắn. Gần đây nhất là The New Annotated Sherlock Holmes (2004–05) của Leslie Klinger, một bộ sách ba tập được viết dưới góc nhìn của Great Game.

### Chuyển thể trên các phương tiện truyền thông khác

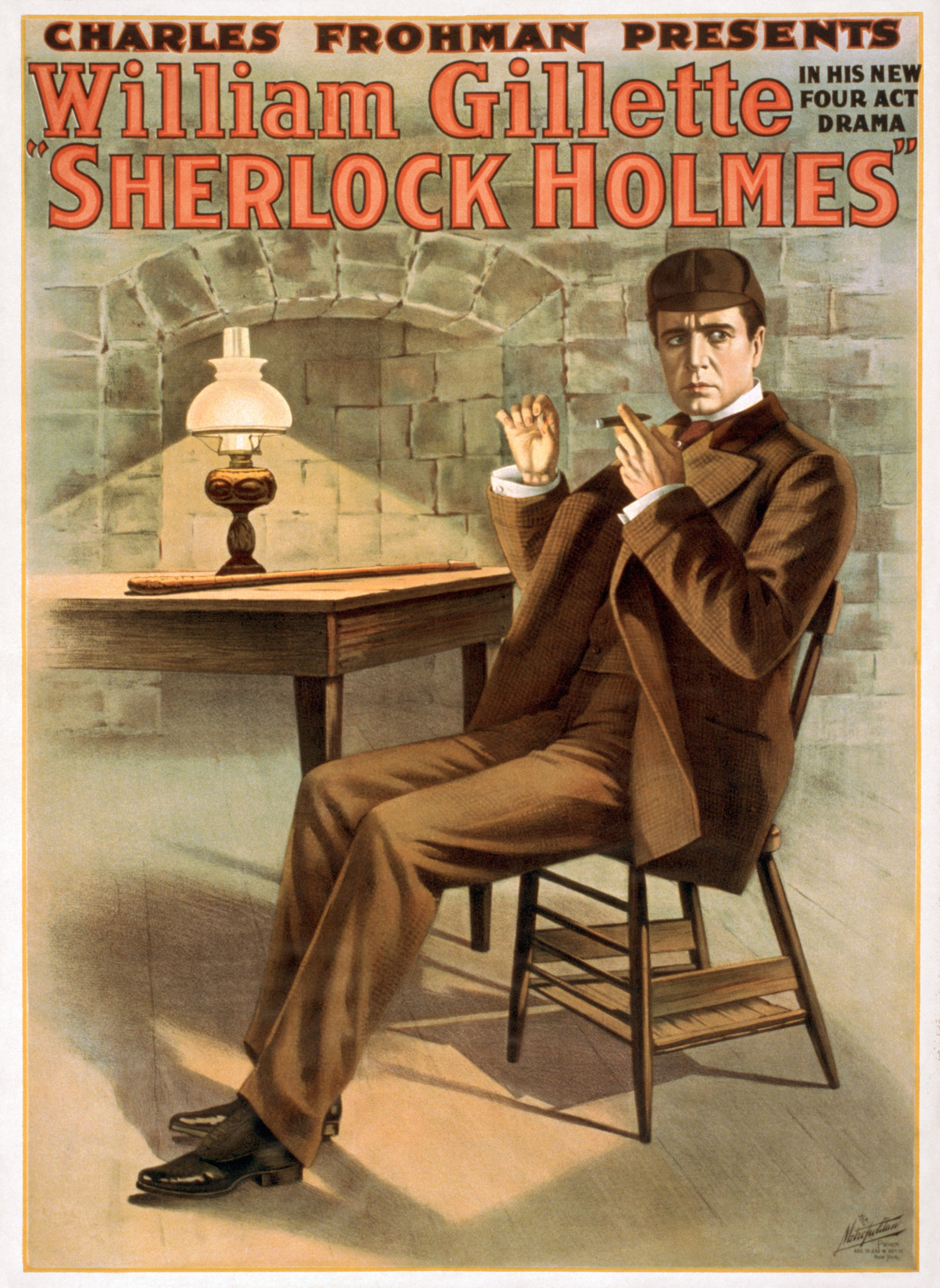
Áp phích cho vở kịch Sherlock Holmes năm 1899 của Conan Doyle và nam diễn viên William Gillette

Sách kỷ lục Guiness đã liệt kê Holmes là nhân vật văn học được khắc họa nhiều nhất trong lịch sử điện ảnh và truyền hình, với hơn 75 diễn viên thủ vai trong hơn 250 tác phẩm. Vở kịch Sherlock Holmes (1899) của Conan Doyle và William Gillette, là tổng hợp một số câu chuyện của Conan Doyle. Ngoài sự nổi tiếng, Sherlock Holmes còn mang ý nghĩa đặc biệt vì nó, thay vì những câu chuyện gốc, đã giới thiệu một trong những vật dụng quan trọng nhất, gắn liền với hình ảnh nhân vật Holmes ngày nay: chiếc tẩu thuốc; vở kịch cũng tạo nền tảng cho bộ phim năm 1916 của Gillette, Sherlock Holmes. Gillette đã sắm vai Holmes khoảng 1.300 lần. Đầu những năm 1900, H. A. Saintsbury tiếp nhận vai diễn từ Gillette trong một vở kịch. Giữa vở kịch này và lần chuyển thể sân khấu "Dải băng lốm đốm" của chính Conan Doyle, Saintsbury đã hóa thân thành Holmes hơn 1.000 lần.

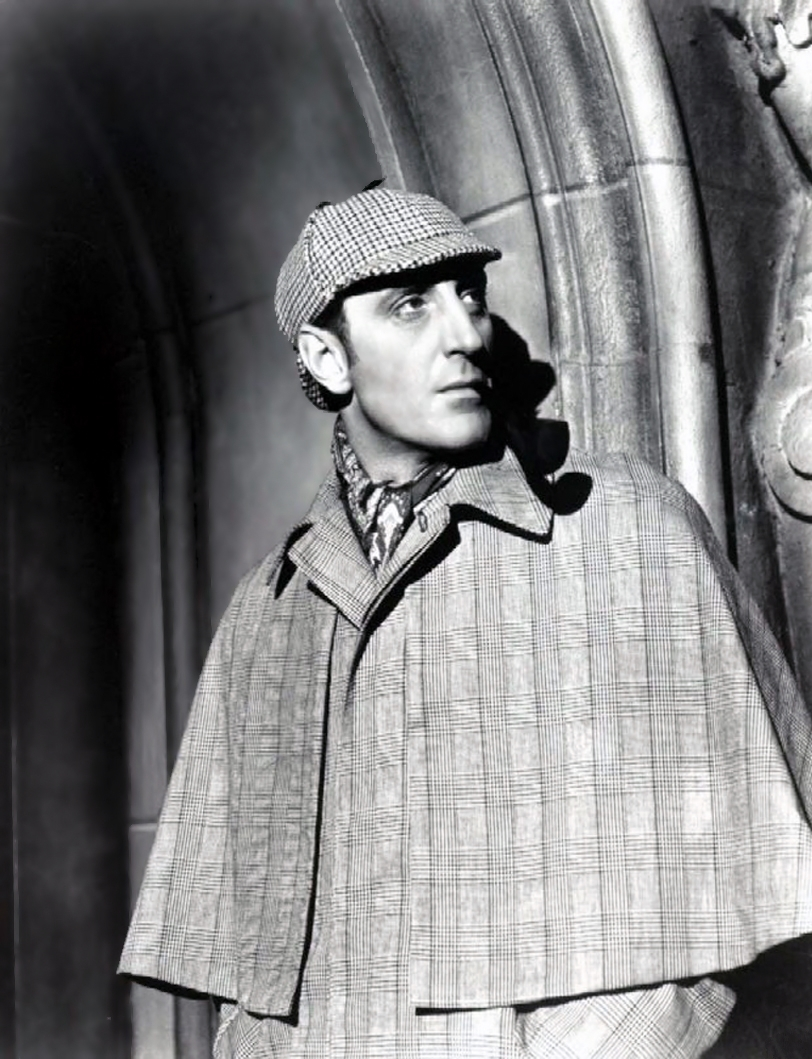
Basil Rathbone trong vai Holmes

Holmes xuất hiện lần đầu trên màn ảnh trong bộ phim Sherlock Holmes Baffled (1900) của hàng phim Mutoscope. Từ năm 1921 đến năm 1923, Eille Norwood đã đóng vai Holmes trong bốn mươi bảy phim câm (45 phim ngắn và 2 phim truyện), với một loạt màn trình diễn mà Conan Doyle đánh giá rất cao. The Return of Sherlock Holmes (1929) là bộ phim có lời thoại đầu tiên. Từ năm 1939 đến năm 1946, Basil Rathbone đóng vai Holmes và Nigel Bruce đóng vai Watson trong mười bốn bộ phim của Hoa Kỳ (hai phim của 20th Century Fox, mười hai phim của Universal Pictures) và trong chương trình radio The New Adventures of Sherlock Holmes. Trong khi các tác phẩm của Fox chuyển thể đúng thời kỳ truyện gốc, thì các bộ phim của Universal lại rời bỏ nước Anh thời Victoria và chuyển sang bối cảnh đương đại khi Holmes đôi lúc chiến đấu với cả Đức Quốc Xã.
Loạt phim hoạt hình Ý/Nhật Shelock Hound (1984–85) chuyển thể truyện Sherlock Holmes dành cho trẻ em, với các nhân vật là những chú chó đã được nhân cách hóa. Sherlock Hound được đồng đạo diễn bởi Miyazaki Hayao. Giữa năm 1979 và 1986, xưởng phim Liên Xô Lenfilm đã sản xuất một loạt năm phim truyền hình có tên Những cuộc phiêu lưu của Sherlock Holmes và Bác sĩ Watson. Nó được chia thành 11 tập với sự tham gia diễn xuất của Vasily Livanov trong vai Holmes và Vitaly Solomin trong vai Watson. Với màn trình diễn của mình, vào năm 2006, Livanov được bổ nhiệm làm Thành viên Danh dự của Quân đoàn Đế quốc Anh.
Jeremy Brett đóng vai vị thám tử trong loạt Sherlock Holmes của Granada Television từ năm 1984 đến 1994. Watson do David Burke (trong hai mùa phim đầu) và Edward Hardwicke (trong mùa phim còn lại) thủ vai. Brett và Hardwicke cũng từng xuất hiện trên sân khấu vào năm 1988–89 trong The Secret of Sherlock Holmes, do Patrick Garland đạo diễn.
Bert Coules đã viết kịch bản The Further Adventures of Sherlock Holmes với sự tham gia của Clive Merrison trong vai Holmes và Michael Williams / Andrew Sachs trong vai Watson, dựa trên các dẫn chứng được nhắc đến trong những truyện ngắn và tiểu thuyết của Conan Doyle. Bert Coules cũng là người đã viết kịch bản toàn bộ các tác phẩm Holmes kinh điển cho đài BBC Radio Four.

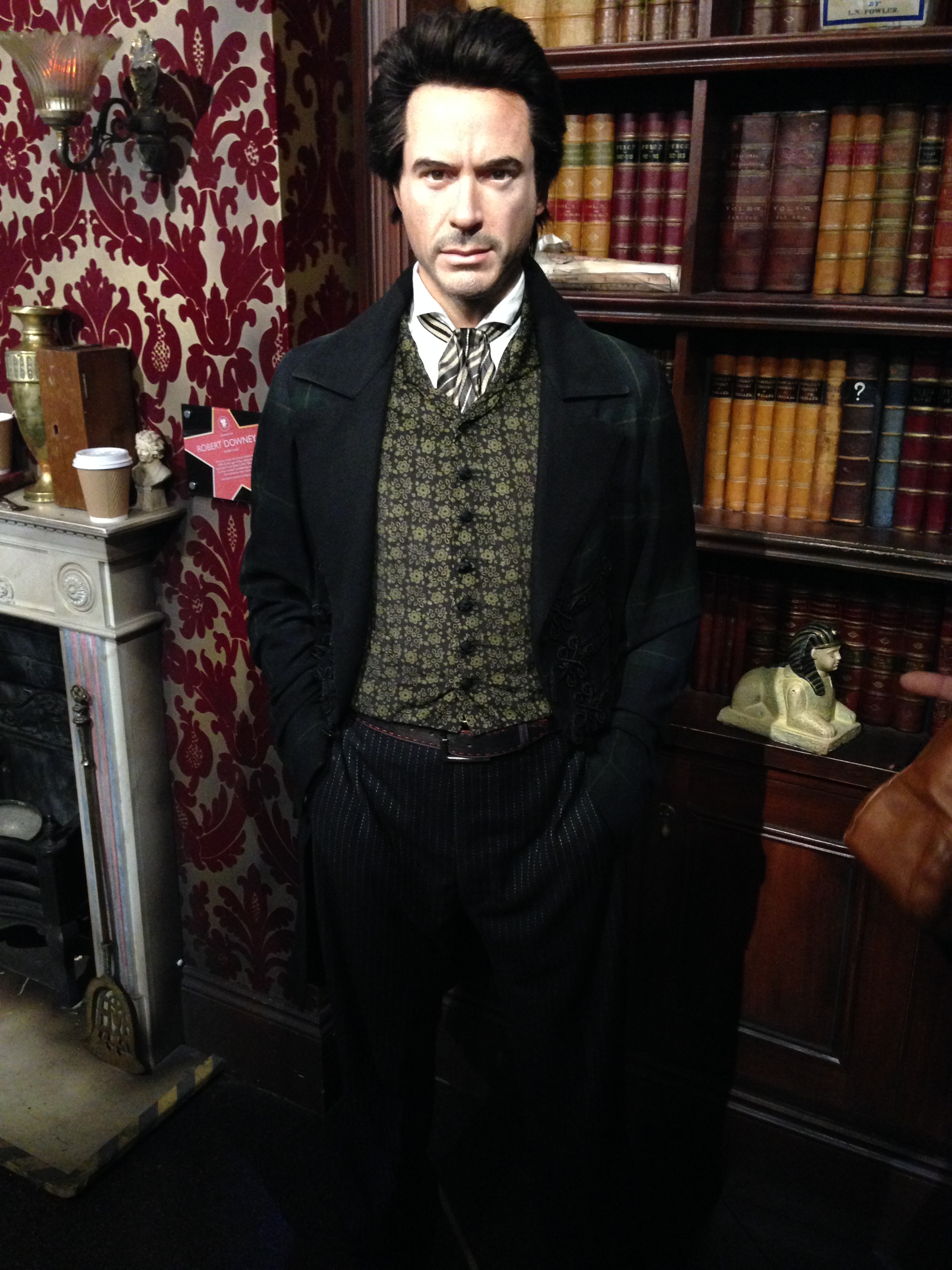
Tượng sáp Robert Downey Jr. trong vai Holmes được trưng bày tại Madame Tussauds London

Phim điện ảnh Sherlock Holmes (2009) đã mang về giải Quả cầu vàng cho Robert Downey Jr. với vai diễn Holmes, và bạn diễn của anh Jude Law với vai diễn Watson. Downey và Law trở lại trong phần phim tiếp theo, Sherlock Holmes: Trò chơi của bóng đêm, vào năm 2011. Tháng 3 năm 2019, phần thứ ba của loạt phim được ấn định phát hành vào ngày 21 tháng 12 năm 2021.
Benedict Cumberbatch vào vai Sherlock Holmes phiên bản hiện đại (với Martin Freeman trong vai John Watson) trong loạt phim truyền hình Sherlock của đài BBC One, phát sóng vào năm 2010. Trong Sherlock do Mark Gatiss và Steven sáng tạo, bối cảnh gốc thời Victoria đã được thay thế bằng Luân Đôn ngày nay còn Watson thì trở thành một cựu chiến binh Afghanistan hiện đại. Tương tự, Elementary lên sóng kênh CBS vào năm 2012, và đến năm 2019 đã có bảy mùa. Tác phẩm lấy bối cảnh New York đương đại, có Jonny Lee Miller trong vai Sherlock Holmes và Lucy Liu trong vai nữ bác sĩ Joan Watson. Với 24 tập mỗi mùa, đến cuối mùa hai, Miller đã trở thành diễn viên đóng vai Sherlock Holmes nhiều nhất trên truyền hình và điện ảnh.
Mr. Holmes (2015) có sự tham gia của Ian McKellen trong vai một Sherlock Holmes đã nghỉ hưu, sống ở Sussex vào năm 1947, đang phải vật lộn với một vụ án chưa được giải quyết liên quan đến một phụ nữ xinh đẹp. Bộ phim dựa trên cuốn tiểu thuyết A Slight Trick of the Mind (2005) của Mitch Cullin. Bản chuyển thể truyền hình năm 2018, Miss Sherlock, là sản phẩm nói tiếng Nhật và là bản chuyển thể đầu tiên có một phụ nữ trong vai chính. Các tập phim lấy bối cảnh Tokyo ngày nay, với nhiều điểm liên quan tới các câu chuyện gốc của Conan Doyle.
Holmes cũng xuất hiện trong các trò chơi điện tử, có thể kể đến sê-ri game Sherlock Holmes gồm tám tựa chính. Theo nhà phát hành Frogwares, loạt trò chơi đã bán được hơn bảy triệu bản.

### Những vấn đề về bản quyền
Bản quyền cho các tác phẩm của Conan Doyle hết hạn ở Vương quốc Anh, Canada và Úc vào cuối năm 1980, năm mươi năm sau cái chết của Conan Doyle. Tại Vương quốc Anh, nó được tái thiết và hết hạn một lần nữa vào cuối năm 2000. Các tác phẩm của Conan Doyle hiện đều thuộc phạm vi công cộng ở các quốc gia kể trên.
Tại Hoa Kỳ, tất cả các tác phẩm được xuất bản trước năm 1923 đều thuộc phạm vi công cộng, nhưng đối với mười truyện Sherlock Holmes được xuất bản sau năm 1923, Di sản Conan Doyle khẳng định rằng hai nhân vật Holmes và Watson vẫn còn bản quyền. Ngày 14 tháng 2 năm 2013, Leslie S. Klinger (luật sư và biên tập viên của The New Annotated Sherlock Holmes) đã đâm đơn kiện, tuyên bố chống lại Di sản của Conan Doyle, yêu cầu tòa án công nhận hai nhân vật của Holmes và Watson thuộc phạm vi công cộng ở Hoa Kỳ. Tòa án đã đưa ra phán quyết có lợi cho Klinger vào ngày 23 tháng 12. Tòa phúc thẩm số bảy công nhận lại phán quyết trên vào ngày 16 tháng 6 năm 2014. Đã có đơn kháng cáo gửi lên Tối cao Pháp viện Hoa Kỳ nhưng họ từ chối xét xử vụ việc và để cho phán quyết của tòa phúc thẩm được giữ nguyên. Điều này dẫn đến việc tất cả truyện (ngoại trừ 10 truyện) và nhân vật liên quan tới Sherlock Holmes thuộc phạm vi công cộng ở Hoa Kỳ. Theo phán quyết vào thời điểm đó, những truyện vẫn còn bản quyền đều nằm trong tập Hồ sơ của Sherlock Holmes ngoại trừ "Viên đá của Mazarin" và "Bài toán cầu Thor". Mười truyện Sherlock Holmes còn lại sẽ được đưa vào phạm vi công cộng tại Hoa Kỳ từ ngày 1 tháng 1 năm 2019 đến ngày 1 tháng 1 năm 2023, đã có bốn trong số đó chính thức được đưa vào phạm vi công cộng.
Mặc dù phán quyết của tòa án Hoa Kỳ và tác động thời gian khiến hầu hết các câu chuyện về Holmes cùng với các nhân vật liên quan đều thuộc phạm vi công cộng ở Hoa Kỳ, vào năm 2020, Di sản Conan Doyle vẫn không thừa nhận tính hợp pháp khi bộ phim Enola Holmes sử dụng nhân vật Sherlock Holmes, bằng một đơn khiếu nại nộp ở Hoa Kỳ. Di sản Conan Doyle cáo buộc rằng bộ phim đã mô tả Holmes với những đặc điểm tính cách chỉ được thể hiện bởi nhân vật trong các câu chuyện vẫn còn bản quyền. Những người bị cáo buộc đã đệ đơn kháng kiện.

## Tác phẩm gốc

### Tiểu thuyết
- Cuộc điều tra màu đỏ (xuất bản tháng 11 năm 1887 trên Beeton's Christmas Annual)
- Dấu bộ tứ (xuất bản tháng 2 năm 1890 trên Lippincott's Monthly Magazine)
- Con chó của dòng họ Baskervilles (xuất bản nhiều kì năm 1901–1902 trên The Strand)
- Thung lũng kinh hoàng (xuất bản nhiều kì năm 1914–1915 trên The Strand)

### Tuyển tập truyện ngắn
Các truyện ngắn ban đầu được đăng trên tạp chí, sau đó được tập hợp thành năm tuyển tập:
- Những cuộc phiêu lưu của Sherlock Holmes (các truyện xuất bản năm 1891–1892 trên The Strand)
- Những hồi ức về Sherlock Holmes (các truyện xuất bản năm 1892–1893 trên The Strand)
- Sherlock Holmes trở về (các truyện xuất bản năm 1903–1904 trên The Strand)
- Cung đàn sau cuối: Vài hồi tưởng sau này về Sherlock Holmes (các truyện xuất bản năm 1908–1917)
- Hồ sơ của Sherlock Holmes (các truyện xuất bản năm 1921–1927)

## Chú giải Sherlock Holmes
- Klinger, Leslie (ed.). The New Annotated Sherlock Holmes, Volume I (New York: W. W. Norton, 2005). ISBN 0-393-05916-2 ("Klinger I")
- Klinger, Leslie (ed.). The New Annotated Sherlock Holmes, Volume II (New York: W. W. Norton, 2005). ISBN 0-393-05916-2 ("Klinger II")
- Klinger, Leslie (ed.). The New Annotated Sherlock Holmes, Volume III (New York: W. W. Norton, 2006). ISBN 978-0393058000 ("Klinger III")